# Liste der Baudenkmäler in Leverkusen
Die Liste der Baudenkmäler in Leverkusen enthält die denkmalgeschützten Bauwerke auf dem Gebiet der Stadt Leverkusen in Nordrhein-Westfalen (Stand: 3. November 2011). Diese Baudenkmäler sind in der Denkmalliste der Stadt Leverkusen eingetragen; Grundlage für die Aufnahme ist das Denkmalschutzgesetz Nordrhein-Westfalen (DSchG NRW).

| Bild | Bezeichnung | Lage | Beschreibung | Bauzeit | Eingetragen seit          | Denkmal- nummer |
| --- | --- | --- | --- | --- | ------------------------- | --------------- |
| weitere Bilder | Schloss Morsbroich                                                                                                 | Alkenrath Gustav-Heinemann-Straße Karte | Herrenhaus auf Gut Morsbroich, mit Vorburg (Remisen) sowie Schlossgraben und die durch diesen umschlossene Parkanlage, Innenräume im Stil des Zweiten Rokoko | Vorburg 1692, Hauptgebäude 1774, Erweiterung des Herrenhauses 1885–1887 | 11.01.1982                | 1               |
| weitere Bilder | Kath. Pfarrkirche St. Johannes der Täufer                                                                          | Alkenrath Graf-Galen-Platz 1 Karte | Grundsteinlegung am 21. Juli 1957; 1962 erweitert; Architekt Fritz Schaller; Unterbringung der Taufkapelle im separat stehenden Kirchturm als Besonderheit | 1957/62 | 03.03.1995                | 263             |
| BW | Grabdenkmäler | Alkenrath Graf-Galen-Platz 1 (Innenhof der kath. Pfarrkirche St. Johannes der Täufer) Karte                                                                | Grabdenkmäler vom alten Kirchhof der ehem. Pfarrkirche in Schlebuschrath | 18. Jh. | 29.06.1984                | 113             |
| weitere Bilder | Gezelinkapelle | Alkenrath Gustav-Heinemann-Straße / Grüner Weg Karte | Zweijochige Backsteinkapelle mit dreiseitigem Chorabschluss, unter dem Altar die sog. „Gezelinquelle“ | Kapelle 1868 (datiert), spätbarocke Ausstattung im 18. und 19. Jahrhundert, Bronzeglöckchen 1597 (datiert) | 13.04.1984                | 88              |
| Fußfallstationen                                                                                                   | Fußfallstationen                                                                                                   | Alkenrath Gustav-Heinemann-Straße / Grüner Weg Karte | An der Gezelinkapelle, Unterbau mit Sockelnische und „Deutschordenskreuz“, kleiner schlichter Kreuzaufsatz | Anfang / Mitte des 18. Jahrhunderts | 11.04.1984                | 94              |
| Grabkreuz | Grabkreuz | Alkenrath Schlebuschrath 39/41 Karte | Eingemauert über dem Türsturz eines Fachwerkhauses, frühbarock, vom alten Kirchhof der ehemaligen Pfarrkirche in Schlebuschrath | Anfang 17. Jh. | 13.04.1984                | 89              |
| weitere Bilder | Grunder Mühle, Ensemble aus (Fachwerk-)Mühlengebäude, Stauteich, Wehranlage und Mühlengraben                       | Bergisch Neukirchen Grunder Mühle 1, 1c Karte | Zwei-Steine-Mahlwerk (Läufer- und Lagerstein), Mehlkasten, Aushebe-Galgen-Anlage in gebrauchsfähigem Zustand; Betriebswasserteich östlich des Mühlengebäudes | 1799 | 18.12.1996                | 282             |
| weitere Bilder | Zweigeschossiges Fachwerkhaus mit Lagerscheune                                                                     | Bergisch Neukirchen Romberg 44 Karte | Fachwerkdoppelhaus, in zwei Bauphasen errichtet, Raumstruktur zweiraumtief und zweizellig, Konstruktion in Ständerbauweise, gemeinsames Dach mit doppelt stehendem Stuhl, je ein Bruchsteinkeller mit Tonnengewölbe | Ende 18. Jh. / Anfang 19. Jh. | 18.12.1997                | 293             |
| weitere Bilder | Bahnhof Pattscheid                                                                                                 | Bergisch Neukirchen Burscheider Straße 456 Karte | Bahnhof Pattscheid; Hauptgebäude in Fachwerk-Bauweise mit Schmuckverschieferung und flachem, abgewalmtem Dach; eingeschossiger Stellwerksanbau; Güterschuppen in Backstein-Mauerwerk mit beidseitig vorgelegter Rampe | 1909 | 01.12.1986                | 201             |
| weitere Bilder | Fachwerkhaus, Gaststätte „Zur Post“                                                                                | Bergisch Neukirchen Burscheider Straße 78 Karte | Zweigeschossiges, teilverschiefertes Fachwerkhaus mit rückwärtigem ehem. Saalanbau (Gaststätte „Zur Post“); Kerngebäude wohl das „alte Flandian’sche Wohnhaus an der Südseite des Marktes“ in reiner Ständerbauweise | | 16.10.1984                | 152             |
| BW | Fachwerkwohnhaus                                                                                                   | Bergisch Neukirchen Am Arenzberg 46 Karte | Zweigeschossiges Fachwerkwohnhaus mit rückwärtigem Stallanbau in Ständerwandbauweise (geschnitzter Giebelbalken, Brüstungsfelder mit Feuerbockmotiven, Klöntür, Inschriftenfeld) | 1745, im Inschriftenfeld über der Tür | 16.05.1983                | 3               |
| Fachwerkwohnhaus                                                                                                   | Fachwerkwohnhaus                                                                                                   | Bergisch Neukirchen Am Arenzberg 60 Karte | Zweigeschossiges Fachwerkwohnhaus mit rückwärtigem Anbau in Ständerwandbauweise | 18. Jh. | 16.05.1983                | 4               |
| weitere Bilder | Fachwerkhaus | Bergisch Neukirchen Am Hofacker 4 Karte | Zweigeschossiges repräsentatives Fachwerkhaus (Sattelgut) „op dem Hoyf-Acker“, „Hofackergut“; Sattel- und Zehnthof; reine Ständerbauweise, drei Gewölbekeller; vorkragender, sehr steiler Giebel | 1627 | 16.05.1983                | 5               |
| weitere Bilder | Fachwerkhaus | Bergisch Neukirchen Atzlenbacher Straße 76 Karte | Zweigeschossiges Fachwerkhaus, Doppelhaus mit Nr. 78; dreiachsiger Mittelteil in reiner Ständerbauweise, zweiachsiger Kopfteil als Ständerwandgefüge; stirnseitig Schmuckverschindelung, Klötzchenfries, Treppe; Innenausstattung aus dem 19. Jh. | 17., 18. und 19. Jh. | 10.03.1986                | 197             |
| BW | Grabdenkmal Tillmanns                                                                                              | Bergisch Neukirchen auf dem städt. Friedhof Burscheider Straße Karte                                                                                       | | 1883 | 06.12.2010                | 347             |
| Fachwerkwohnhaus                                                                                                   | Fachwerkwohnhaus                                                                                                   | Bergisch Neukirchen Biesenbach 15 Karte | Zweigeschossiges Fachwerkwohnhaus, Doppelhaus mit Nr. 17; im Kern reines Ständergerüst mit Zwischenständern, Erweiterung in Ständerwandbauweise | Datierung: 17./18., 19. Jh., Grundriss, Treppe, Haustüre | 10.03.1986                | 177             |
| weitere Bilder | Fachwerkhaus | Bergisch Neukirchen Biesenbach 17 Karte | Zweigeschossiges Fachwerkhaus, Doppelhaus mit Nr. 15; im Kern reines Ständergerüst mit Zwischenständern | 17./18., 19. Jh. Haustüre | 10.03.1986                | 176             |
| BW | Fachwerkdoppelhaus                                                                                                 | Bergisch Neukirchen Blütenstraße 12 / Burscheider Straße 191 Karte                                                                                         | Zweigeschossiges, teilverschiefertes Fachwerkdoppelhaus, Teil einer ehem. Hofanlage, Ständerwandbauweise | 18. / Anfang 19. Jh. | 02.06.1987                | 223             |
| Fachwerkdoppelhaus                                                                                                 | Fachwerkdoppelhaus                                                                                                 | Bergisch Neukirchen Blütenstraße 6a, 8/10 Karte | Gruppendenkmal Zweigeschossiges Fachwerkdoppelhaus mit rückwärtigem quergegiebelten Anbau und freistehender Fachwerkscheune, Ständerwandbauweise; Anbau aus dem 19. Jh. in Stockwerksbauweise | 1661 in der Inschriftenplatte über dem Türbalken | 16.05.1983                | 9               |
| weitere Bilder | Fachwerkwohngebäude                                                                                                | Bergisch Neukirchen Burscheider Straße 103/105 Karte | Zweigeschossiges Fachwerkwohngebäude (Doppelhaus) in Ständerwandbauweise mit Schmuckmotiven (Feuerböcke), erkerartiger Vorbau mit Zwerchgiebel und Aufzug | Datierung in Holzbuchstaben: 1766 | 15.08.1983                | 65–66           |
| weitere Bilder | Backsteinhaus | Bergisch Neukirchen Burscheider Straße 106/106a Karte | Zweigeschossiges Backsteinhaus der ehemaligen Rheinischen Apfelkrautfabrik Wirtz & Söhne (gegründet 1815), ausklingender Historismus, Fassade mit neugotischen Stilelementen, Schornstein | 1904 (inschriftlich datiert) | 16.05.1983                | 12              |
| weitere Bilder | Fachwerkwohnhaus                                                                                                   | Bergisch Neukirchen Burscheider Straße 109 Karte | Zweigeschossiges Fachwerkwohnhaus mit Fachwerkscheune, beide in Ständerwandbauweise | 1788 (Hauptgebäude, Datierung im Türbalken), 1794 (Datierung der Fachwerkscheune) | 16.05.1983                | 13              |
| weitere Bilder | Fachwerkhaus | Bergisch Neukirchen Burscheider Straße 110 Karte | Zweigeschossiges Fachwerkhaus mit vorkragendem Obergeschoss an der Straßenseite, Mischform aus der Ständerwandbauweise entwickelt (Sondertyp), geschnitzte Haustüre | 18. Jh. (rechte Gebäudehälfte) 19. Jh., zweite Hälfte (linke Gebäudehälfte) | 16.05.1983                | 14              |
| weitere Bilder | Fachwerkwohnhaus                                                                                                   | Bergisch Neukirchen Burscheider Straße 111 Karte | Zweigeschossiges Fachwerkwohnhaus, Ständerwandbauweise mit auskragendem Mittelerker, Inschriftenfeld, Haustür im Stil des Rokoko, Denkmalwert ohne den rückwärtigen Anbau | 1782 (Datierung über der Tür) | 16.05.1983                | 15              |
| weitere Bilder | Fachwerkgebäude | Bergisch Neukirchen Burscheider Straße 120 Karte | Fachwerkgebäude in Ständerwandbauweise, ehemalige Schmiede, später zu einem Wohnhaus um- und ausgebaut | 1767, Umbau in der 1. Hälfte des 19. Jh. | 19.08.1983                | 68              |
| weitere Bilder | Fachwerkwohnhaus                                                                                                   | Bergisch Neukirchen Burscheider Straße 122 Karte | Fachwerkwohnhaus einer Hofanlage mit rückwärtigem Anbau, Ständerwandbauweise (Haustüren mit Seitenlicht, Kastengesims, Fliesenboden im Treppenhaus, Treppe) | 18. Jh. und 2. Hälfte des 19. Jh. | 19.08.1983                | 70              |
| BW | Fachwerkscheune | Bergisch Neukirchen Burscheider Straße 122 Karte | Fachwerkscheune / landwirtschaftliches Nebengebäude einer Hofanlage aus dem 18. Jh. | um 1866 | 13.12.1994                | 261             |
| BW | Fachwerk-Nebengebäude                                                                                              | Bergisch Neukirchen Burscheider Straße 122, heute zu Burscheider Straße 116 gehörend Karte                                                                 | langgestrecktes Fachwerk-Nebengebäude einer ehemaligen Hofanlage (ehemalige Krautfabrik / Schlosserei / Werkzeug-Maschinenfabrik), Ständerwandbauweise | 1866 | 19.08.1983                | 71              |
| BW | Fachwerkhaus | Bergisch Neukirchen Burscheider Straße 124 Karte | Zweigeschossiges Fachwerkhaus mit angebautem Fachwerkstallgebäude, Doppelhaus zusammen mit Nr. 126; Ständerwandbauweise, verschiedene Umbauten, Grundrisserweiterung im Haupthaus, schützenswert auch Tür und Traufgesims | 1754 (im Sturzbalken des früheren Eingangs) | 19.08.1983                | 69              |
| BW | Fachwerkwohnhaus                                                                                                   | Bergisch Neukirchen Burscheider Straße 126 Karte | Zweigeschossiges Fachwerkwohnhaus, Doppelhaus mit Nr. 124; Ständerwandbauweise, barocke Haustür, Denkmalwert einschließlich Backstein-Stallanbau | letztes Viertel des 19. Jh., im Kern älter | 16.05.1983                | 16              |
| weitere Bilder | Fachwerkwohnhaus                                                                                                   | Bergisch Neukirchen Burscheider Straße 128 Karte | Zweigeschossiges Fachwerkwohnhaus in Ständerwandbauweise, denkmalwert ohne die späteren Anbauten | 18./19. Jh. | 16.05.1983                | 17              |
| weitere Bilder | ehem. Fachwerk-Hofanlage                                                                                           | Bergisch Neukirchen Burscheider Straße 135 Karte | Ehemalige Fachwerkhofanlage, bestehend aus Wohn- und Nebengebäuden, Stockwerksbauweise, neobarocke Haustür, Giebel mit Schmuckverschieferung | Mitte des 19. Jh. | 16.05.1983                | 18              |
| weitere Bilder | Fachwerkhaus | Bergisch Neukirchen Burscheider Straße 136 Karte | Zweigeschossiges, teilverschiefertes Fachwerkhaus mit Stallanbau in Backstein-Mauerwerk, Haupthaus in früher Ständerwandbauweise; im Kern noch erhalten ein einraumtiefes, zweizelliges Fachwerkgebäude in reiner Ständerbauweise des 17. Jh. | 17., 18./19. Jh., Stallanbau Anfang des 20. Jh. | 10.03.1986                | 178             |
| BW | ehem. Hofanlage | Bergisch Neukirchen Burscheider Straße 301 Karte | ehemalige Hofanlage, zweigeschossiges Fachwerkwohnhaus, Ständerwandbauweise mit wesentlichen Resten eines früheren Ständergerüsts, beistehende Fachwerkscheune des 19. Jh. (beide Anbauten an das Wohnhaus ohne Denkmalwert) (rückwärtiger Stallanbau) | 17./18. Jh. | 09.01.1984                | 85              |
| Fachwerkdoppelhaus                                                                                                 | Fachwerkdoppelhaus                                                                                                 | Bergisch Neukirchen Burscheider Straße 304 Karte | Zweigeschossiges Fachwerk-Doppelhaus mit Nr. 306; Schmuckstreben (halbierte Feuerböcke), Ständerwandbauweise, denkmalwert ohne die rückwärtigen Anbauten | 18. Jh. | 16.05.1983                | 19              |
| Fachwerkwohnhaus                                                                                                   | Fachwerkwohnhaus                                                                                                   | Bergisch Neukirchen Burscheider Straße 306 Karte | Zweigeschossiges Fachwerkwohnhaus mit rückwärtigem Anbau, Doppelhaus mit Nr. 304; Ständerwandbauweise, alte Türöffnung mit geschnitztem Stützbalken | 1719, Hauptgebäude Ende des 19. Jh., Stallanbau | 16.05.1983                | 20              |
| weitere Bilder | Fachwerkhaus | Bergisch Neukirchen Burscheider Straße 310/312 Karte | Zweigeschossiges verschiefertes Fachwerkhaus, alte Befensterung, historische Tür, schmuckverschiefert | 1657 (rechter Gebäudeteil, inschriftlich datiert), Erweiterung Ende 18. / Anfang 19. Jh., linke Gebäudehälfte Anfang des 20. Jh. in neoklassizistischer Formensprache umgestaltet                                                    | 16.05.1983                | 21              |
| weitere Bilder | Fachwerkhaus | Bergisch Neukirchen Burscheider Straße 311/313 Karte | Zweigeschossiges Fachwerkdoppelhaus, reines Ständergerüst mit Zwischenständern, Erweiterung in Stockwerksbauweise | 17. Jh., 2. Hälfte des 19. Jh. | 07.05.1984                | 99              |
| Fachwerkwohnhaus                                                                                                   | Fachwerkwohnhaus                                                                                                   | Bergisch Neukirchen Burscheider Straße 315 Karte | Zweigeschossiges Fachwerkwohnhaus mit Schleppdachanbau, Ständerwandbauweise mit Resten des früheren reinen Ständergerüsts; im Inneren alter Giebel mit Giebelfigur, alter geschnitzter Giebelbalken | 18. Jh., im Kern älter | 07.05.1984                | 100             |
| weitere Bilder | Fachwerkhaus | Bergisch Neukirchen Burscheider Straße 329 Karte | Fachwerkhaus, ältestes in Leverkusen, reines Ständergerüst ohne Zwischenständer, Dachgerüst mit Flugsparrendreieck, Seltenheitswert (Ausstattung, Türe, Dachkonstruktion) | 1561 (Inschrift im Balken) | 12.03.1984                | 87              |
| weitere Bilder | Gaststätte Hollweg                                                                                                 | Bergisch Neukirchen Burscheider Straße 365/367 Karte | Gaststätte Hollweg, straßenparallel angeordnetes und zweigeschossiges langgestrecktes Fachwerkhaus mit verschiedenen Erweiterungen und Anbauten; ehemals Gaststätte, Spezereihandlung und Pferdewechselstation | | 02.10.1989                | 246             |
| weitere Bilder | Fachwerkhaus | Bergisch Neukirchen Burscheider Straße 371/373 Karte | Zweigeschossiges Fachwerkhaus, Ständerwandbauweise, Reihenhaus mit Nr. 375; ältere Befensterung ablesbar, Haustüren / Oberlicht | 2. Hälfte des 18. Jh. | 08.05.1984                | 102             |
| weitere Bilder | Fachwerkhaus | Bergisch Neukirchen Burscheider Straße 375 Karte | Zweigeschossiges Fachwerkhaus, Ständerwandbauweise, Reihenhaus mit Nr. 371 und 373; ältere Befensterung ablesbar, geschnitzter Giebelbalken mit Giebelfigur, Haustür, Fassadenschmuck | 2. Hälfte des 18. Jh. | 08.05.1984                | 103             |
| Fachwerkwohnhaus                                                                                                   | Fachwerkwohnhaus                                                                                                   | Bergisch Neukirchen Burscheider Straße 383 Karte | Zweigeschossiges Fachwerkwohnhaus, Schmuckverschieferung, früher Ladeneinbau, Haustür; denkmalwert ohne den rückwärtigen Anbau | Mitte des 19. Jh. | 16.05.1983                | 24              |
| BW | Fachwerkwohnhaus                                                                                                   | Bergisch Neukirchen Burscheider Straße 384 Karte | Großes zweigeschossiges Fachwerkwohnhaus, z. T. schmuckverschiefert, mit Anbau, Ständerwandbauweise mit Resten eines reinen Ständergerüsts | 18. Jh., im Kern älter, überarbeitet Ende des 19. / Anfang des 20. Jh. | 16.05.1983                | 25              |
| Fachwerkwohnhaus                                                                                                   | Fachwerkwohnhaus                                                                                                   | Bergisch Neukirchen Burscheider Straße 388/390 Karte | Zweigeschossiges Fachwerkwohnhaus, ehem. Doppelwohnhaus zweier kleiner Hofanlagen; Haupthaus denkmalwert ohne den seitlichen Anbau; rückwärtiger Teil in reiner Ständerbauweise, der vordere Teil frühe Ständerwandbauweise, schmuckverschiefert, Befensterung | Anfang des 18. Jh., im Kern älter | 16.05.1983                | 27              |
| Fachwerkwohnhaus                                                                                                   | Fachwerkwohnhaus                                                                                                   | Bergisch Neukirchen Burscheider Straße 396 Karte | Zweigeschossiges Fachwerkwohnhaus, rückwärtig an Nr. 394 angebaut, Schmuckverschieferung, Kranzgesims | Ende des 18. Jh., 2. Hälfte des 19. Jh. | 16.05.1983                | 26              |
| weitere Bilder | Fachwerkwohnhaus                                                                                                   | Bergisch Neukirchen Burscheider Straße 404/406 Karte | Zweigeschossiges Fachwerkwohnhaus, Doppelhaus, Ständerwandbauweise, mit „Klöntür“ | Anfang / Mitte des 18. Jh., Ende des 19. Jh., linker Teil datiert 1753 | 16.05.1983                | 28              |
| Fachwerkdoppelhaus                                                                                                 | Fachwerkdoppelhaus                                                                                                 | Bergisch Neukirchen Burscheider Straße 408/410 Karte | Zweigeschossiges Fachwerkdoppelhaus, ehemals „alte Schule in Bruch“, Ständerwandbauweise mit Resten eines reinen Ständergerüsts | 18. Jh., im Kern älter | 16.05.1983                | 29              |
| weitere Bilder | Fachwerkhaus | Bergisch Neukirchen Burscheider Straße 412 Karte | Zweigeschossiges Fachwerkhaus mit abgeschlepptem Fachwerkanbau, Hauptgebäude mit stirnseitig vorkragendem Obergeschoss, Ständerwandbauweise | im Kern 17. Jh., Umgiebelung scheinbar im späten 18. Jh. | 16.05.1983                | 30              |
| Backstein-Stallgebäude                                                                                             | Backstein-Stallgebäude                                                                                             | Bergisch Neukirchen Burscheider Straße 414 Karte | Backstein-Stallgebäude, neoromanisch, mit Aufzugslukarne und Stufengiebel, im Inneren Gusseisen-Stützen und Kappengewölbedecken | Ende des 19. Jh. | 10.06.1983                | 51              |
| weitere Bilder | Fachwerkhaus | Bergisch Neukirchen Burscheider Straße 418 Karte | Zweigeschossiges Fachwerkhaus mit rückwärtigem Anbau, Backhaus und Scheune, Schmuckverschieferung, Tür, Gesims | 1. Hälfte des 19. Jh. | 16.05.1983                | 32              |
| Pfarrhaus | Pfarrhaus | Bergisch Neukirchen Burscheider Straße 69 Karte | Pfarrhaus der evangelischen Kirche Bergisch Neukirchen; verputzte Mansarddach-Villa mit Dreiecksgiebel über pilasterartigen Lisenengliederungen, Kranzgesims, rückwärtiger Anbau jünger | 1823/1824, Anbau 1937 | 18.07.1983                | 64              |
| weitere Bilder | Evangelische Kirche Bergisch Neukirchen                                                                            | Bergisch Neukirchen Burscheider Straße 71 Karte | einschiffige Bruchstein-Saalkirche mit Mansardwalmdach, dreigeschossiger Westturm in Bruchstein-Mauerwerk, Glockengeschoss verschiefert, Schweifhaube mit bekrönender Laterne (Vorgängerbau: katholische Kirche St. Georg) | Turm aus dem 12. Jh., Langhaus erneuert 1781–1783, Turmaufsatz 1911 | 16.05.1983                | 10              |
| Fachwerkwohnhaus (ehemalige Schule)                                                                                | Fachwerkwohnhaus (ehemalige Schule)                                                                                | Bergisch Neukirchen Burscheider Straße 72 Karte | Zweigeschossiges Fachwerkwohnhaus (ehemalige Schule Bergisch Neukirchen), mit verschiefertem Fachwerk-Nebengebäude sowie freistehendem Backstein-Nebengebäude mit Holzveranda (Schulerweiterung) | 1802 (Schulhaus), Anfang 19. Jh., 1879 Schulerweiterungsgebäude | 30.11.1983                | 77              |
| Fachwerkhaus | Fachwerkhaus | Bergisch Neukirchen Burscheider Straße 80 Karte | Zweigeschossiges, teilverschiefertes Fachwerkhaus mit rückwärtigem ehem. Saalanbau (Gaststätte „Zur Post“); Kerngebäude wohl das „alte Flandian’sche Wohnhaus an der Südseite des Marktes“, in reiner Ständerbauweise (gesamter Giebel im Inneren des Gebäudes) | | 16.10.1984                | 153             |
| weitere Bilder | Fachwerkwohnhaus                                                                                                   | Bergisch Neukirchen Burscheider Straße 88 Karte | Zweigeschossiges verschiefertes Fachwerkwohnhaus, früher Ladeneinbau, Schmuckverschieferung, Haustür, aufwändiges Kranzgesims | 18./19. Jh. | 16.05.1983                | 11              |
| weitere Bilder | Fachwerkhaus | Bergisch Neukirchen Burscheider Straße 95/97 Karte | Zweigeschossiges (Nr. 95) und eingeschossiges Fachwerkhaus (Nr. 97, ein ehem. Wirtschaftsgebäude) in Ständerwandbauweise, Hauptgebäude teilweise verschiefert, der Sockel mit Rustikaimitation | 1855, Wirtschaftsgebäude Ende des 19. / Anfang des 20. Jh. | 25.03.1986                | 196             |
| Lagerscheune | Lagerscheune | Bergisch Neukirchen Burscheider Straße, bei 86 Karte | Große, langgestreckte Lagerscheune einer ehemals bedeutenden Hofanlage mit insg. drei Lagerfächern und zwei Zufahrtsfächern; im 5. Fach späterer Einbau einer eingeschossigen Räucherkammer in Massivbauweise mit Kappengewölbedecke | Mitte des 19. Jh. | 08.06.1988                | 234             |
| weitere Bilder | Kriegerdenkmal | Bergisch Neukirchen Burscheider Straße, bei Nr. 71 Karte                                                                                                   | Kriegerdenkmal an der Evangelischen Kirche für die Gefallenen der Kriege von 1815 und 1870/71; Bildhauer: Arnold Künne (Berlin) | 1911 | 16.05.1983                | 48              |
| weitere Bilder | Wasserturm | Bergisch Neukirchen Burscheider Straße / Atzlenbacher Straße Karte                                                                                         | Wasserturm, 12 m hoher, runder, konisch verjüngender Turmschaft, darüber erhaltener auskragender Behälter | | 24.10.1995                | 278             |
| BW | Fachwerkwohnhaus                                                                                                   | Bergisch Neukirchen Burscheider Straße 346 Karte | Zweigeschossiges Fachwerkwohnhaus, Ständerwandgefüge mit Resten eines reinen Ständergerüsts, Herdraum, Treppe, Eingangstür (Klöntür), angebauter Wirtschaftstrakt, freistehende Scheune und Backhaus | 17./18. Jh. | 16.05.1983                | 23              |
| weitere Bilder | Fachwerkscheune | Bergisch Neukirchen Claasbruch 36 Karte | Fachwerkscheune | | 23.01.2001                | 305             |
| weitere Bilder | Fachwerkwohnhaus mit Stallanbau                                                                                    | Bergisch Neukirchen Claasbruch 38 Karte | | | 23.01.2001                | 306             |
| weitere Bilder | Kath. Kirche St. Engelbert mit Pfarrhaus                                                                           | Bergisch Neukirchen Engelbertstraße 6–8 Karte | römisch-katholische Kirche St. Engelbert mit Pfarrhaus; Architekt: Bernhard Rotterdam; schlichte, der Landschaft angepasste Baugruppe, Kirche charakterisiert durch die mit einem Doppelgiebel ausgestattete Chorseite (Turm) | Kirche 1928, Pfarrhaus 1929 | 25.03.1986                | 187             |
| weitere Bilder | Fachwerkwohnhaus                                                                                                   | Bergisch Neukirchen Grunder Wiesen 2 Karte | Zweigeschossiges Fachwerkwohnhaus mit ehemaligem Stallanbau in Fachwerk und freistehender Fachwerkremise, Wohnhaus in Ständerwandbauweise | Anfang bis Mitte des 19. Jh., Remise Anfang des 19. Jh. | 30.11.1983                | 79              |
| weitere Bilder | Fachwerkhaus | Bergisch Neukirchen Hüscheider Straße 45 Karte | Zweigeschossiges Fachwerkhaus mit Anbau als „unterster Hoff“ oder „neuer Hoff“, Teil der Häusergruppe „am Zassenbömchen“, frühe Ständerwandbauweise, Inschrift neben der Tür | 2. Hälfte des 18. Jh. | 30.11.1983                | 76              |
| BW | Hofanlage | Bergisch Neukirchen Hüscheider Straße 54, 54a Karte | ehem. Hofanlage, bestehend aus einem zweigeschossigen, teilverschieferten Fachwerkhaus mit Anbau und freistehender Scheune; Wohnhaus in Ständerwandbauweise, Anbau in Stockwerksbauweise | Mitte des 18. Jh., 2. Hälfte des 19. Jh., Scheune Mitte bis Ende des 18. Jh. | 16.05.1983                | 33              |
| weitere Bilder | Fachwerkwohnhäuser                                                                                                 | Bergisch Neukirchen Hüscheider Straße 61/63 Karte | Ein- und zweigeschossige Fachwerkwohnhäuser (freistehend) einer ehemaligen Hofanlage; denkmalwert ohne den früheren Stallanbau, Nr. 61 in Ständerwandbauweise, Nr. 63 in Stockwerksbauweise | Haus Nr. 61 aus dem 18. Jh., Haus Nr. 63 Mitte bis Ende 19. Jh. | 16.05.1983                | 34              |
| weitere Bilder | Fachwerkwohnhaus                                                                                                   | Bergisch Neukirchen Hüscheider Straße 67 Karte | Zweigeschossiges Fachwerkwohnhaus, Doppelhaus mit Nr. 69; denkmalwert einschließlich des eingeschossigen Anbaus, Ständerwandbauweise | Ende des 18. Jh., Anfang des 19. Jh. | 16.05.1983                | 35              |
| BW | Fachwerkscheune | Bergisch Neukirchen Hüscheider Straße 73 Karte | Teil einer Fachwerkscheune, die ursprünglich zur Hofanlage Hüscheider Straße 67/69 gehörte | 1830 | 10.03.1986                | 173             |
| Hofanlage | Hofanlage | Bergisch Neukirchen Hüscheider Straße 75/77 Karte | ehem. Hofanlage, zweigeschossiges Fachwerkhaus mit Stallanbau, Krautpresse mit angebauter Fachwerkscheune und freistehendem Backhaus, Hauptgebäude in Ständerwandbauweise, rückwärtiger Teil in Stockwerksbauweise, Scheune in seltenem Ständergerüst | Vorderteil des Hauptgebäudes 18./19. Jh., rückwärtiger Teil 19. Jh., Scheune im Kern 17. Jh., rückwärtiger Teil der Erweiterung der ehem. Krautpresse Mitte des 19. Jh.                                                              | 16.05.1983                | 36              |
| weitere Bilder | Fachwerkwohnhaus                                                                                                   | Bergisch Neukirchen Hüscheider Straße 79/81 Karte | Zweigeschossiges Fachwerkwohnhaus, Doppelhaus mit Nr. 79; im Kern reines Ständergerüst, Umbau und Erweiterung zur Ständerwandbauweise; denkmalwert nur das Hauptgebäude ohne Anbauten, Türgewände mit Ober- und Seitenlichtern | 17./18. Jh. | 12.12.1983                | 84              |
| BW | | Bergisch Neukirchen Hüscheider Straße 87 Karte | Fachwerkwohnhaus mit Scheune | Ende des 18. Jh. | 06.12.2007                | 311             |
| weitere Bilder | Fachwerkhaus | Bergisch Neukirchen Hüscheider Straße 69 Karte | Zweigeschossiges Fachwerkhaus, Doppelhaus mit Nr. 67; mit eingeschossigem Fachwerkanbau und freistehender Fachwerkscheune, Ständerwandbauweise mit Resten eines reinen Ständergerüsts, Anbau ebenfalls in Ständerwandbauweise | Anfang bis Mitte des 18. Jh., im Kern älter | 16.05.1983                | 49              |
| weitere Bilder | Fachwerkwohnhaus                                                                                                   | Bergisch Neukirchen Im Rosengarten 16 Karte | Zweigeschossiges Fachwerkwohnhaus mit eingeschossigem Anbau; freistehendes, eingeschossiges ehemaligem Backhaus; Ständerwandbauweise | Ende des 18. Jh. | 16.05.1983                | 7               |
| weitere Bilder | Fachwerkhaus | Bergisch Neukirchen Im Rosengarten 17 Karte | Zweigeschossiges Fachwerkhaus, Doppelhaus mit Nr. 19; Teil einer ehemaligen Hofanlage, Ständerbauweise, drei kleinere Gewölbekeller | 18. Jh., 2. Hälfte des 19. Jh. | 16.05.1983                | 6               |
| weitere Bilder | Fachwerkhaus | Bergisch Neukirchen Im Rosengarten 19 Karte | Zweigeschossiges Fachwerkhaus, Doppelhaus mit Nr. 17; Teil einer ehem. Hofanlage, Schmuckverschieferung, reines Ständergerüst, Erweiterung in Ständerwandbauweise | 18. Jh., 1. Hälfte des 19. Jh., im Kern älter | 05.12.1983                | 80              |
| weitere Bilder | Fachwerkwohnhaus                                                                                                   | Bergisch Neukirchen Im Rosengarten 4 Karte | Fachwerkwohnhaus, Doppelhaus mit Nr. 6; Ständerwandbauweise, Spindeltreppe des 18. Jh., ältere Befensterung | 18. Jh., 2. Hälfte des 19. Jh. | 10.03.1986                | 174             |
| weitere Bilder | Fachwerkwohnhaus                                                                                                   | Bergisch Neukirchen Im Scheffengarten 11 Karte | Zweigeschossiges Fachwerkwohnhaus in Ständerbauweise | 18./19. Jh. | 16.05.1983                | 8               |
| Fachwerkdoppelhaus                                                                                                 | Fachwerkdoppelhaus                                                                                                 | Bergisch Neukirchen Imbach 14/16 Karte | Zweigeschossiges Fachwerkdoppelhaus, frühe Ständerwandbauweise mit Resten eines älteren, reinen Ständergefüges; rückwärtige Erweiterung unter Schleppdach, außerdem Fachwerkscheune | 18. Jh. | 24.04.1984                | 98              |
| Fachwerkhaus | Fachwerkhaus | Bergisch Neukirchen Imbach 17 Karte | Großes zweigeschossiges Fachwerkhaus, Doppelhaus mit Nr. 19; mit rückwärtigem Fachwerkanbau und freistehender Fachwerkscheune, Ständerwandbauweise (benagelte Klöntür, Oberlicht, Befensterung) | Hauptgebäude aus dem 18. Jh., Anbau und Fachwerkscheune aus dem 19. Jh. | 16.05.1983                | 50              |
| Fachwerkwohnhaus                                                                                                   | Fachwerkwohnhaus                                                                                                   | Bergisch Neukirchen Imbach 19 Karte | Großes zweigeschossiges Fachwerkwohnhaus, Doppelhaus mit Nr. 17; denkmalwert einschließlich Fachwerkanbau und freistehender Fachwerkscheune; Ständerwandbauweise | 18. Jh., Anbau Mitte des 19. Jh. | 16.05.1983                | 38              |
| Fachwerkwohnhaus                                                                                                   | Fachwerkwohnhaus                                                                                                   | Bergisch Neukirchen Imbach 24 Karte | Zweigeschossiges Fachwerkwohnhaus mit Anbau, Hauptgebäude in Ständerwandbauweise, Anbau in Stockwerksbauweise | 18. Jh., 2. Hälfte des 19. Jh., mit späterer Erweiterung | 16.05.1983                | 39              |
| Fachwerkwohnhaus                                                                                                   | Fachwerkwohnhaus                                                                                                   | Bergisch Neukirchen Imbach 27 Karte | Zweigeschossiges Fachwerkwohnhaus mit rückwärtigem Anbau, freistehender Scheune und Brunnen, Doppelhaus mit Nr. 29; tänderwandbauweise; Erweiterung in Ständerwandbauweise mit Resten eines reinen Ständergerüsts (Schmuckgesims) | 18. Jh., im Kern älter, Erweiterung im 19. Jh. | 16.05.1983                | 40              |
| weitere Bilder | Fachwerkwohnhaus                                                                                                   | Bergisch Neukirchen Imbach 28 Karte | Langgestrecktes zweigeschossiges Fachwerkwohnhaus einer ehemaligen Hofanlage (Doppelhaus); linker und mittlerer Teil als reines Ständergerüst, Erweiterung in Ständerwandbauweise, ältere Befensterung, schmuckvoll ausgearbeitete Haustüren (Klöntüren) | 17./18. Jh., im Kern vielleicht noch früher | 19.08.1983                | 67              |
| weitere Bilder | Fachwerkwohnhaus                                                                                                   | Bergisch Neukirchen Imbach 29 Karte | Großes zweigeschossiges Fachwerkwohnhaus, Doppelhaus mit Nr. 27; reines Ständergerüst mit Zwischenständern, Anbau als Ständerwandgefüge, benagelte Klöntür, Versicherungsschild | 18. Jh., im Kern älter, Erweiterung im 19. Jh. | 05.12.1983                | 83              |
| Fachwerkhaus | Fachwerkhaus | Bergisch Neukirchen Imbach 36 Karte | Zweigeschossiges Fachwerkhaus mit rückwärtigem Anbau (ehemaliger Saal), Ständerwandbauweise (Inschrift, Haustür, Giebel mit Schmuckverschieferung) | 1791, Saal vom Ende des 19. Jh. | 16.05.1983                | 41              |
| weitere Bilder | Fachwerkwohnhaus                                                                                                   | Bergisch Neukirchen Imbach 40 Karte | Kleines zweigeschossiges Fachwerkwohnhaus mit rückwärtigem ehemaligem Stallanbau unter abgeschlepptem Dach (Treppe mit geschnitztem Anfänger, figürliche Darstellung), Ständerwandbauweise | 18. Jh. | 16.05.1983                | 42              |
| Fachwerkwohnhaus                                                                                                   | Fachwerkwohnhaus                                                                                                   | Bergisch Neukirchen Imbach 9 Karte | Fachwerkwohnhaus einer ehemaligen Hofanlage, rückwärtig ein ehemaliger Stallanbau sowie ein zweiter völlig erneuerter Anbau, Ständerwandbauweise, Krüppelwalmdach, Tür | 18./19. Jh. | 05.12.1983                | 82              |
| Fachwerkwohnhaus                                                                                                   | Fachwerkwohnhaus                                                                                                   | Bergisch Neukirchen Imbacher Weg 131 Karte | Zweigeschossiges Fachwerkwohnhaus einer ehemaligen Hofanlage, Ständerwandbauweise mit Resten eines älteren reinen Ständergerüsts, jüngere eingeschossige Anbauten, denkmalwert mit Tür, Ausstattung, Gesims, Giebelverbretterung | 18./19. Jh. | 05.12.1983                | 81              |
| weitere Bilder | Villa Tillmanns | Bergisch Neukirchen Neukronenberger Straße 41 Karte | Zweigeschossiger Putzbau mit Walmdach in drei Achsen; dominierender Eingangsvorbau mit Freitreppe und Balusterbrüstung; im Unterhang künstlerisch gestaltete Treppenanlage mit Säulenpergola, Landschaftspark mit Details im Stil der Romantik | 1898 | 21.09.1987                | 226             |
| BW | Fachwerkwohnhaus                                                                                                   | Bergisch Neukirchen Oberölbach 1 Karte | Fachwerkwohnhaus als Hauptgebäude einer Hofanlage, frühe Ständerwandbauweise, teilweise noch mit durchgespannten Deckenbalken, verschiedene Bauabschnitte; denkmalwert ohne die neueren Stallanbauten | 18. Jh. | 18.01.1984                | 86              |
| BW | Fachwerkdoppelhaus                                                                                                 | Bergisch Neukirchen Romberg 41/43 Karte | Zweigeschossiges Fachwerkdoppelhaus in Ständerwandbauweise;. Wellenband im Brüstungsbereich des Obergeschosses, Inschrift; denkmalwert ohne den rückwärtigen Anbau | 1776 (Datierung über der Tür) | 16.05.1983                | 43              |
| weitere Bilder | Fachwerkhaus | Bergisch Neukirchen Unterölbach 4 Karte | Zweigeschossiges Fachwerkhaus mit Anbau (ehemaliger Stallanbau), Ständerwandbauweise; im Inneren ein vollständig verzimmertes Gebinde des Ursprungsgebäudes erhalten (einraumtiefes zweizelliges Gebäude mit einem reinen Ständergerüst) | 17. Jh., 2. Hälfte des 19. Jh. | 30.11.1983                | 78              |
| weitere Bilder | Fachwerkwohnhaus                                                                                                   | Bergisch Neukirchen Unterölbach 5 Karte | Zweigeschossiges Fachwerkwohnhaus mit freistehender gegenüberliegender Fachwerkscheune, Doppelhaus mit Nr. 6 (Nr. 6 und der Anbau an Nr. 5 nicht denkmalwert); Ständerwandbauweise | 18. Jh. | 16.05.1983                | 44              |
| | | Bergisch Neukirchen Winkelweg 6 Karte | Fachwerkhaus | Anfang des 18. Jh. | 17.12.2007                | 333             |
| weitere Bilder | Fachwerkhaus | Bergisch Neukirchen Wuppertalstraße 81 Karte | Zweigeschossiges Fachwerkhaus (ehemalige Scheune in drei Fächern) mit Stallanbau | Anfang des 19. Jh., Ausbau und Erweiterung gegen Ende des 19. Jh. | 16.05.1983                | 45              |
| Fachwerkwohnhaus                                                                                                   | Fachwerkwohnhaus                                                                                                   | Bergisch Neukirchen Wuppertalstraße 85 Karte | Zweigeschossiges Fachwerkwohnhaus; denkmalwert ohne die rückwärtigen neueren verputzten Anbauten; Ständerwandbauweise, Haustür des späten 19. Jh. | 18./19. Jh. | 16.05.1983                | 46              |
| weitere Bilder | Fachwerkwohnhaus                                                                                                   | Bergisch Neukirchen Wuppertalstraße 92 Karte | Zweigeschossiges Fachwerkwohnhaus in Ständerwandbauweise, Erweiterung in Stockwerksbauweise mit Zierfachwerk und Zwerchhaus; ehemalige Gaststätte mit Saal; denkmalwert ohne die eingeschossigen rückwärtigen Anbauten | 18. Jh., Erweiterung und Zwerchhaus von 1908 | 16.05.1983                | 47              |
| weitere Bilder | Fachwerkwohnhaus                                                                                                   | Bergisch Neukirchen Zum Claashäuschen 39 Karte | Fachwerkwohnhaus mit Scheune | Anfang des 19. Jh. | 27.11.2008                | 335             |
| weitere Bilder | Biesenbacher Mühle                                                                                                 | Bergisch Neukirchen / Lützenkirchen Biesenbach 1, 4, 6/8 Karte                                                                                             | 1506 urkundlich erwähnt; 1750 auf einer Bergischen Landkarte verzeichnet; Urkarte von 1829 zeigt das Mühlengebäude einschließlich rückwärtigem Anbau; Scheune und ein gegenüber der Mühle liegendes Wohnstallhaus | | 03.03.1995                | 268             |
| Reuschenberger Mühle                                                                                               | Reuschenberger Mühle                                                                                               | Bürrig Alte Garten 60 Karte | Großes, klassizistisches Mühlengebäude mit Lisenengliederungen und umgegliedertem Sockel; flaches Satteldach, Dreiecksgiebel, strenge Fassadengliederung, teilweise neuere Anbauten, im Winkel dazu Nebengebäude mit rückwärtiger Erweiterung; wasserbautechnische Anlagen: Obergrabensystem mit Stau- und Brückenanlagen, Untergrabensystem mit datierter Maschinenausstattung; kannelierte Gusseisen-Stützen, frühe Verwendung von Eisenbeton; Industriedenkmal von überregionalem Rang, letzte Wasserkraftanlage vor der Mündung der Wupper in den Rhein; 1477 Neubau einer Mühle am heutigen Standort durch die auf dem benachbarten Rittersitz Reuschenberg (nur landwirtschaftlich genutzte Vorburg erhalten) ansässigen Familie von Eller; Mehl-, Schrot-, Öl- und Lohmühle (Reste erhalten); 1847 Bau des heutigen Mühlengebäudes als sog. „Kunstmühle“ auf dem damals höchsten Stand der Technik mit Turbinenantrieb; aufwändiges, bis heute in Betrieb befindliches Graben- und Kanalsystem mit Wehren bereits 1839/1840 errichtet, um in dem flachen Gelände ein Gefälle von 5 m zu erreichen; Hauptgebäude aus Backstein-Mauerwerk mit klarer, spätklassizistischer Gliederung und Rundbogenfenstern; im Inneren Decken von aufwändigen, gusseisernen Stützen getragen; von außen unkenntliche Verbindung von Industriegebäude und repräsentativem Wohnhaus unter einem Dach; in den folgenden Jahren Erweiterungen durch Nebengebäude zu einem ländlichen Industriekomplex, vor allem während der Nutzung als Papiermühle von 1881 bis 1932 | Mitte / Ende des 19. Jh. | 28.05.1985                | 172             |
| Cronenbergkreuz | Cronenbergkreuz | Bürrig Alte Garten, bei Nr. 56 Karte | Dreipasskreuz mit kleinem Corpus, Allianzwappen und Muschelnische; elegante, feingliedrige und späte Version des im Köln-Bonner Raum häufig anzutreffenden barocken Steinkreuztyps; Doppelwappen der Clara Sophie Katharina von Cronenberg und ihres Ehemanns Johann Weinmar Sülz Freiherr von Diepenthal zu Stammheim, wohnhaft auf Schloss Reuschenberg; errichtet von deren Tochter Maria Katharina von Diepenthal im Jahr 1699 | datiert 1699 | 09.10.1984                | 139             |
| weitere Bilder | Kath. Pfarrkirche St. Stephanus                                                                                    | Bürrig Heinrich-Brüning-Straße 136 Karte | Backstein-Saalkirche mit Apsis und Doppelturmfassade; von der Vorgängerkirche aus dem 12. Jh. nur der rechte Turmstumpf in Bruchstein-Mauerwerk erhalten; von der Kirche des späten 19. Jh. infolge Kriegszerstörung nur noch die unteren Geschosse erhalten; rechter Turm romanisch, dreigeschossig mit Rundbogenfries und Lisenen im Ober- und Mittelgeschoss; Eingangsportal in kölnischer Spätromanik; Einfassung durch Säulen mit Knospenkapitellen, im Tympanon Kleeblattbogenfenster; Der für eine Dorfkirche sehr aufwändig gegliederte, nach Kriegszerstörungen erneuerte Turm war einer romanischen Kleinbasilika vorgelagert, über deren Baugestalt nichts bekannt ist. Neubau des Kirchenschiffs im Barock (wie in Rheindorf und Opladen); ab 1892 Abbruch des Kirchenschiffs und Bau einer neuromanischen Basilika mit Querschiff nach dem Muster von St. Stephanus in Hitdorf und St. Andreas in Schlebusch durch die Kölner Architekten Carl Rüdell und Richard Odenthal; eigenwillige Fassadenlösung durch Einbeziehung des romanischen Turms als südlicher Fassadenturm; nördlicher Fassadenturm zunächst als exakte Kopie des südlichen ausgeführt, nach der Jahrhundertwende aufgestockt; dadurch eigenwillig-asymmetrische Fassade, die auch nach den verheerenden Kriegszerstörungen in ihrem Grundcharakter erhalten blieb; Neubau des zerstörten Kirchenschiffs bis 1950 als schlichte Backsteinhalle mit Betonrippen unter Einbeziehung des neuromanischen Chors durch den Leverkusener Architekten Wilhelm Fähler | 12. Jh., 19. Jh. | 16.10.1984                | 155             |
| weitere Bilder | Kath. Pfarrkirche St. Stephanus (heutiges Kirchengebäude)                                                          | Bürrig Heinrich-Brüning-Straße 136 Karte | Architekt Wilhelm Fähler schuf unter Einbeziehung der historischen Reste der beiden Türme und der Apsis 1949–1950 einen neuen schlichteren Bau. | 1949/50 | 03.03.1995                | 267             |
| Feuerwache Im Steinfeld                                                                                            | Feuerwache Im Steinfeld                                                                                            | Bürrig Im Steinfeld 43 Karte | Zweigeschossiger Flachbau von Architekt Wilhelm Fähler mit drei Toreinfahrten, auf dem Dach eine Pergola, links vorgesetzt ein quadratischer Turm mit Uhr; typische Architektur der 1920er Jahre | um 1930 | 16.03.1987                | 209             |
| Kevelaer-Kapelle                                                                                                   | Kevelaer-Kapelle                                                                                                   | Bürrig Stephanusstraße 76 Karte | Eingeschossiger Massivbau, der bis auf einen rückwärtigen Nebeneingang straßenseitig erschlossen ist | 1927 | 05.06.2002                | 317             |
| Myliusstein | Myliusstein | Bürrig Stephanusstraße, vor Haus Nr. 78 Karte | Gedenkstein (ehem. Grabmal für Anton Carl Heinrich Gabriel Freiherr von Mylius) | um 1830 | 17.10.1984                | 141             |
| Evangelische Petruskirche (Bürrig)                                                                                 | Evangelische Petruskirche (Bürrig)                                                                                 | Bürrig Stresemannplatz 2 Karte | Zentralbau mit Glockenträger; erbaut 1957–1958 nach Entwurf des Düsseldorfer Architekturbüros Hentrich, Petschnigg und Partner; prägnanter Nachkriegsbau der evangelischen Kirche; | Baubeginn 10. Oktober 1957, Einweihung 19. Oktober 1958 | 03.03.1995                | 262             |
| Passionskreuz („Hagelkreuz“)                                                                                       | Passionskreuz („Hagelkreuz“)                                                                                       | Hitdorf Am Werth / Hitdorfer Straße Karte | Kreuzaufsatz mit Wundmalen, Unterbau mit Muschelnische und Inschrift; Stiftungs-Inschrift A.D. 1711 DEN 3. SEPTEMBRIS SIBILLA KREMERS | 1711 | 05.07.1984                | 114             |
| Gedenkkreuz für Johann Peter Dorff                                                                                 | Gedenkkreuz für Johann Peter Dorff                                                                                 | Hitdorf Hitdorfer Straße (kath. Friedhof) Karte | Hochkreuz in spätbarocker Formensprache, Aufsatz mit Dreipasskreuz und großem Corpus, Unterbau mit Inschriftenfeld; errichtet zur Erinnerung an den Hitdorfer Tabakfabrikanten Johann Peter Dorff; Inschrift: WANDERER, HIER BEY DEM BILDE DES GEKREUZIGTEN ERINNERE DICH DER VERSTORBENEN UND DES WOHL-EDELN JOHANN PETER DORFF, DER DIESES KREUZ ZUR EHRE JESU UND FÜR SEINE SEELENRUHE VERORDNETE. ER STARB GOTTSEELIG IM HERRN AM 20.TEN DES MONATHS MAY 1816. | 1816 | 10.03.1988                | 231             |
| Familiengrabstätte Caspers / Neess                                                                                 | Familiengrabstätte Caspers / Neess                                                                                 | Hitdorf Hitdorfer Straße (kath. Friedhof) Karte | Familiengeschichtlich bedeutsame Grabdenkmäler der Hitdorfer Tabakfabrikantenfamilien Caspers und Neess | Mitte des 18. Jh. bis Anfang des 20. Jh. | 30.01.1987                | 204             |
| Grabdenkmal Schumacher                                                                                             | Grabdenkmal Schumacher                                                                                             | Hitdorf Hitdorfer Straße (kath. Friedhof) Karte | | 19. Jh. | 15.12.2008                | 337             |
| Passionskreuz | Passionskreuz | Hitdorf Hitdorfer Straße 121 Karte | Sockelnische mit umlaufendem Schmuckband und Halbrelief einer „Mater Dolorosa“, Inschrift und Corpus; gestiftet 1787 von Theodor Dörrenbach | 1787 | 09.08.1984                | 125             |
| Kaplanei der kath. Pfarrkirche St. Stephanus                                                                       | Kaplanei der kath. Pfarrkirche St. Stephanus                                                                       | Hitdorf Hitdorfer Straße 151 Karte | Schlichter, geschlämmter, zweigeschossiger Backsteinbau mit eingeschossigem Zwischentrakt | um 1850 | 19.03.1986                | 193             |
| Pfarrhaus der Kath. Pfarrkirche St. Stephanus                                                                      | Pfarrhaus der Kath. Pfarrkirche St. Stephanus                                                                      | Hitdorf Hitdorfer Straße 153 Karte | Schlichtes, verputztes, zweigeschossiges Backsteingebäude mit Krüppelwalmdach | um 1847 | 19.03.1986                | 192             |
| Erinnerungskreuz                                                                                                   | Erinnerungskreuz                                                                                                   | Hitdorf Hitdorfer Straße, bei Haus Nr. 153 Karte | Dreipasskreuz mit Corpus, im Sockel Darstellung der 1792 erbauten und 1892 abgerissenen alten Stephanus-Kapelle am „Buttermarkt“; errichtet zur Erinnerung an den Standort der ehem. Hitdorfer Pfarrkirche, bis nach dem Zweiten Weltkrieg vor dem Hauptportal der ab 1887 erbauten, neuen Pfarrkirche St. Stephanus, heute neben dem alten Pfarrhaus | Ende des 19. Jh. | 13.08.1984                | 128             |
| weitere Bilder | Kath. Pfarrkirche St. Stephanus                                                                                    | Hitdorf Hitdorfer Straße 157 Karte | Neoromanische Backsteinbasilika mit Doppelturmfassade und Querhaus, Halbrundapsis, im Inneren originale, neogotische Ausstattung; Farbfassung nach Befund wiederhergestellt, dazu noch Figuren aus den Vorgängerkirchen | 1887 | 19.07.1984                | 116             |
| Antoniuskapelle | Antoniuskapelle | Hitdorf Hitdorfer Straße / Lohrstraße Karte | Schlichter, neoromanischer Backsteinbau mit Halbrundapsis; im Inneren Figur des hl. Antonius von Padua in Eichenholz aus der ersten Hälfte des 18. Jh. | 19. Jh. | 19.07.1984                | 119             |
| Haus Dorff | Haus Dorff | Hitdorf Langenfelder Straße 3 Karte | Ehemaliges Wohn- und Kontorgebäude des Tabakfabrikanten Johann Peter Dorff; Hauptgebäude als zweigeschossiger, repräsentativer Putzbau auf L-förmigem Grundriss, ehemals mit hohem Mansardwalmdach, Hauseingang mit Datierung; Nebengebäude in Backstein-Mauerwerk, Außentreppe, ehem. Kellerzugang (datiert); dazu Nebengebäude in Backstein-Mauerwerk, Zierrosetten, Pultdächer mit Giebelgauben | 1784/1791 | 19.07.1984                | 118             |
| Kath. Grundschule Hitdorf                                                                                          | Kath. Grundschule Hitdorf                                                                                          | Hitdorf Lohrstraße 85/87 Karte | Backsteingebäude auf L-förmigem Grundriss, das Hauptgebäude zweigeschossig, Mittelachse mit dorisierendem Werksteinportal, Erker und Dreiecksgiebel; Turnhalle mit niedrigerer Traufe, Walmdächer | um 1925 | 16.03.1987                | 210             |
| Backsteinhaus | Backsteinhaus | Hitdorf Rheinstraße 48 Karte | Kleines, zweigeschossiges, giebelständiges, verputztes Backsteinhaus | 17./18. Jh. | 08.08.1984                | 124             |
| Handwerkerhaus | Handwerkerhaus | Hitdorf Rheinstraße 50 Karte | Zweigeschossiges, giebelständiges Handwerkerhaus; rückwärtiger Teil in Fachwerk, vordere zwei zum Rhein orientierte Fächer in Massivbauweise (geschlämmtes Backstein-Mauerwerk); Bestandteil des Ensembles Rheinfront Hitdorf | Mitte des 19. Jh. | 29.11.1989                | 248             |
| Haus der Familien Caspers / Neess                                                                                  | Haus der Familien Caspers / Neess                                                                                  | Hitdorf Rheinstraße 54 Karte | Ehemaliges Handelshaus, bestehend aus zwei Giebelhäusern und Verbindungstrakten mit Hochwasserschutzmarke und Familienwappen; Die Gebrüder Caspers gründeten 1796 die zweite Hitdorfer Tabak- und Zigarrenfabrik. Nach dem Tod von Josef Caspers übernahmen die Gebrüder Neess die Fabrik und führten sie bis zur Schließung des Betriebs 1953 weiter. Heute befindet sich in dem Gebäude das „Rhein River Guesthouse“, ein privates Bed & Breakfast Hotel. | 1666, Erweiterungen im 18. Jh. | 19.07.1984                | 115             |
| Backsteinhaus | Backsteinhaus | Hitdorf Rheinstraße 60 Karte | Großes zweigeschossiges, traufständiges, verputztes Backsteinhaus mit Mansardschopfwalmdach, mit seitlicher Toröffnung (ehemals Speditions-, Werft und Handelshaus); Fassade Anfang des 20. Jh. in Formen des geometrischen Jugendstils überarbeitet; ehem. Wohnhaus von Johann Michael Kappes, Mitinhaber der Hitdorfer Zündwarenfabrik Fitzen | 1738 (inschriftlich datiert), Anfang des 20. Jh. | 07.08.1984                | 122             |
| Haus Leven | Haus Leven | Hitdorf Rheinstraße 62 Karte | Langgestrecktes zweigeschossiges Backsteinhaus, giebelständig, Schauseite mit Schopfwalm, Treppengiebel, Schriftfeld | Ende des 18. Jh. | 10.08.1984                | 126             |
| Backsteinhaus | Backsteinhaus | Hitdorf Rheinstraße 64 Karte | Großes, dreigeschossiges Backsteinhaus, giebelständig, ehem. Speditions- und Handelshaus; ehemals Backstein-Sichtmaierwerk, Schauseite mit barockem Backsteingiebel; Fassade heute überarbeitet, übergroßer Gewölbekeller | 1772 (Datierung im Sturzbalken) | 10.08.1984                | 127             |
| Ehem. Fischerhaus                                                                                                  | Ehem. Fischerhaus                                                                                                  | Hitdorf Rheinstraße 66/66a Karte | Eingeschossig mit rechteckigem Grundriss, giebelständig, im Kern Fachwerk (ältere Ständerwandbauweise) mit barockem Backsteingiebel | 17. Jh. | 07.08.1984                | 123             |
| Bergischer Hof | Bergischer Hof | Hitdorf Rheinstraße 70 Karte | Traufständiger, verputzter Backsteinbau mit älterem, rückwärtigen verputzten Fachwerkteil; jüngere Nebengebäude in Fachwerk | 1784, 19. Jh. | 23.07.1984                | 120             |
| Villa Kappes mit Anbauten                                                                                          | Villa Kappes mit Anbauten                                                                                          | Hitdorf Rheinstraße 120 Karte | | 1937 | 27.11.2003                | 320             |
| Passionskreuze | Passionskreuze | Hitdorf Rheinstraße, bei Nr. 166 Karte | Gedenkstätte aus zwei Erinnerungskreuzen: - Passionskreuz, freistehend, mit Dreipass, Wundmale, Wappen, Muschelnische und Inschrift (Trachyt); gestiftet vom Hitdorfer Zollpächter Heinrich Adolfs im Jahr 1720 (ANNO 1720 1 MAI SATZTEN DIESES CREUTZ HENRICUS ADOLFS) - Kleines, eingemauertes Erinnerungskreuz, datiert 1706, mit Inschrift (Basaltlava); vermutlich aufgestellt zur Erinnerung an den Schiffer Wilhelm Koenigsfelt, der 1706 bei Unkel im Rhein ertrank (ANNO 1706 IST VERDRONCKE WILHELMUS KOENIGSFELT ZU UNCKEL BIT. F. DIE ARME SELEN) | 1706, 1720 | 23.07.1984                | 121             |
| Hafenkran (Greiferdrehkran)                                                                                        | Hafenkran (Greiferdrehkran)                                                                                        | Hitdorf Rheinstraße / Hitdorfer Straße Karte | | 1928 | 19.07.1984                | 117             |
| Arbeitersiedlung Caspers / Neess                                                                                   | Arbeitersiedlung Caspers / Neess                                                                                   | Hitdorf Weinhäuserstraße 25, 27, 29, 31 und Lohrstraße 73/75 Karte                                                                                         | Arbeitersiedlung der Unternehmerfamilien Caspers / Neess, auch genannt „Kleinsiedlung Hitdorf“; mehrere eingeschossige Backstein-Doppelwohnhäuser mit rückwärtigen Kleintierstall-Anbauten | um 1900 | 13.03.1986                | 184             |
| Dampfspeicherlokomotive                                                                                            | Dampfspeicherlokomotive                                                                                            | Hitdorf Wiesenstraße Karte | Dampfspeicherlokomotive, erbaut von der AG für Lokomotivbau „Hohenzollern“, Fabriknummer 3307; relativ kleine, normalspurige Lokomotive; eingesetzt in Düsseldorf, Viersen und Monheim (hier für Fahrten zum Hitdorfer Hafen); 1982 auf dem Spielplatz aufgestellt, 2009 für den Deichbau versetzt (sollte nach Fertigstellung des Deichs nochmals versetzt werden, was aber bis heute nicht geschehen ist) | 1914 | 22.08.1995                | 273             |
| weitere Bilder | Christus-König-Kirche                                                                                              | Küppersteg Windthorststraße Karte | Backstein-Saalbau mit geradem Chorabschluss, flach geneigtem Dach, Hochchor und großer Rundbogennische in der Westwand; freistehender Glockenturm im Nordwesten mit flachem Abschluss der Krone; Turmspitze mit dem von Sepp Hürten gestalteten „Engelsschwarm“; flacher Verbindungstrakt als Einfassung des Kirchplatzes; 1927–1928 nach Entwurf von Dominikus Böhm errichtet; Glockenturm (52 Meter hoch) in der zweiten Hälfte der 1950er Jahre unter der Leitung seines Sohnes Gottfried Böhm ergänzt; Das auf den Altar gerichtete Hauptschiff mit nach innen gelegten, im unteren Teil durchgängig gemachten robusten Pfeilervorlagen begleitet ein niederes, überwölbtes Seitenschiff. Im Inneren wie im Äußeren ist das Mauerwerk unverputzt. Das Hauptschiff ist mit sichtbaren Balkenlagen überdeckt. Der Chor wird in diesem Einraum durch ein freistehendes, flankierendes Pfeilerpaar beim Stufenaufgang betont. Die Orgelempore steht, an die Westwand angebunden, frei zum Raum und wirkt als sichtbare Betonkonstruktion als Kontrast zu den traditionellen Baustoffen. Bemerkenswert ist die Lichtführung, die, wie bei allen Kirchen von Dominikus Böhm, in großer Vielfalt zur Wirkung kommt. Die mit ihren niedrigen Räumen gedrückt erscheinende Beichtkapelle kontrastiert mit dem mächtigen, in großem Rhythmus dahinziehenden Hauptraum. Der Hochaltar steht frei im lichterfüllten Hauptraum. Die liturgische Bedeutung der verschiedenen Räume wird herausgestellt. Die Innenausstattung und Durchbildung der Einzelheiten entspricht in ihrer knappen Formulierung der Gesamthaltung des Bauwerks. Die einfache architektonische Sprache ist Merkmal der Kirche. Große Wandflächen stehen verhältnismäßig kleinen Öffnungen gegenüber, oder es wird, wie beim Haupteingang, „Der Introitus“ zu einem in der Tiefe gestaffelten, gewaltigen Triumphbogen gesteigert. | 1927–1928, 1950er Jahre | 20.02.1985                | 167             |
| Wohnhaus | Wohnhaus | Küppersteg Küppersteger Straße 30 Karte | Traufständiges, zweigeschossiges Wohnhaus als dreiseitig verklinkerter Ziegelsteinbau mit Walmdach; ehem. Rathaus der Bürgermeisterei Küppersteg | 1891 | 13.07.1999                | 296             |
| Ehemaliges Kriegerehrenheim                                                                                        | Ehemaliges Kriegerehrenheim                                                                                        | Küppersteg Windthorststraße 25–28 Karte | Das ehemalige Kriegerehrenheim wurde ab August 1930 von Architekt Wilhelm Fähler an der Straßenecke Am Neuenhof / Windthorststraße im Stadtteil Küppersteg errichtet und diente als Wohngebäude für Kriegsversehrte und Hinterbliebene des Ersten Weltkriegs. | 1930–1931 | 20.10.2004                | 322             |
| Kamper Hof | Kamper Hof | Lützenkirchen Altenberger Straße 130 Karte | Zweigeschossiges Fachwerkwohnhaus und eingeschossiges Fachwerkwirtschaftsgebäude einer ehem. Hofanlage, Ständerwandbauweise | Anfang des 19. Jh. | 16.10.1984                | 143             |
| BW | | Lützenkirchen Altenberger Straße 154/156 Karte | Fachwerkhaus mit rückwärtiger Erweiterung in der Hauslängsachse und quer angebautem Wirtschaftsgebäude | 2. Hälfte des 18. Jh. | 11.03.1993                | 257             |
| Brunnenhäuschen | Brunnenhäuschen | Lützenkirchen Altenberger Straße 158 Karte | | 1. Hälfte des 19. Jh. | 27.11.2001                | 310             |
| BW | Fachwerkscheune | Lützenkirchen Am Kronefeld 28 Karte | Wirtschaftsgebäude der ehemaligen Hofanlage In Holzhausen 12 | Ende des 18. Jh. / Anfang des 19. Jh. | 22.07.1992                | 255             |
| BW | Fachwerkgebäudeteil                                                                                                | Lützenkirchen Auf dem Lehn 33 Karte | Zweigeschossiger Fachwerkgebäudeteil des Doppelwohnhauses Auf dem Lehn 29/33 mit seitlichem, gestalterisch integriertem eingeschossigen Schleppdachanbau; reines Ständergerüst, die Stirnseite mit knaggengestütztem weit vorkragendem verbretterten Obergeschoss | 17. Jh. | 20.04.1989                | 243             |
| BW | Burghaus zu Lehn                                                                                                   | Lützenkirchen Auf dem Lehn 7, 9, 11, 13 Karte | Zweigeschossiges Wohnhaus, Kernbau mit massivem Erdgeschoss in Bruchstein, Obergeschoss in Fachwerkkonstruktion; Anbau quergegiebelt, zweigeschossig in Fachwerk | 2. Hälfte des 16. Jh., Anbau im 18. Jh., Erweiterung im 20. Jh. | 22.07.1992                | 252             |
| weitere Bilder | Fachwerkhaus | Lützenkirchen Biesenbach 33 Karte | nach Holzproben das älteste Haus Leverkusens; zweigeschossiges Fachwerkhaus, Ständerwandgefüge, im Kern noch Reste eines älteren, reinen Ständergerüsts | im Kern 1521 (nach Holzproben), 17./18. Jh. | 15.09.1987                | 225             |
| Fachwerk-Hofanlage                                                                                                 | Fachwerk-Hofanlage                                                                                                 | Lützenkirchen Dohrgasse 2 Karte | Zweigeschossiges Wohnhaus mit (nicht denkmalwertem) Verbindungstrakt zur rechtwinklig angegliederten Scheune; rückwärtig Scheune der ehemaligen Hofanlage In Holzhausen 12; Ensemble stellt Rest der ehemaligen Honnschaft Holzhausen dar | Ende des 18. Jh. / Anfang des 19. Jh. | 22.07.1992                | 253             |
| BW | Steinkreuz | Lützenkirchen In Holzhausen, bei Nr. 94 Karte | Steinkreuz, Unterbau mit Muschelnische, Inschriften original, Kreuzaufsatz erneuert | um 1750 | 16.10.1984                | 150             |
| weitere Bilder | Annakapelle | Lützenkirchen Kapellenstraße 10 Karte | kleiner, heute verputzter Bruchstein-Saalbau mit dreiseitigem Chor und Dachreiter; Eingang mit aufwändigem Werksteinportal und Rundfenster in Schmuckfassung, daneben Figurennische mit der Figur der heiligen Anna | 1698 | 24.10.1984                | 162             |
| Fachwerkhaus „Koch am Stegen“                                                                                      | Fachwerkhaus „Koch am Stegen“                                                                                      | Lützenkirchen Kapellenstraße 15 Karte | zweigeschossiges Fachwerkhaus, wohl ehem. Gaststätte, zwei Bauabschnitte, frühe Stockwerksbauweise | Ende des 18. Jh. / Anfang des 19. Jh. | 16.10.1984                | 146             |
| BW | Historische Gaststätte                                                                                             | Lützenkirchen Kapellenstraße 2 Karte | Zweigeschossiger Backsteinbau in 5 × 2 Achsen, Eckhaus, geschlämmtes Backstein-Mauerwerk mit Werksteingliederung; frühestes Beispiel der Backsteinbauweise in bergischen ländlichen Raum des heutigen Stadtgebiets | 1. Hälfte des 19. Jh. | 04.11.1992                | 256             |
| weitere Bilder | Fachwerkhaus | Lützenkirchen Kapellenstraße 9 Karte | Zweigeschossiges Fachwerkhaus, Ständerwandbauweise | 18. Jh. | 16.10.1984                | 154             |
| weitere Bilder | Fachwerkwohngebäude                                                                                                | Lützenkirchen Klief 1, 3 Karte | Ensemble aus zwei Fachwerkwohngebäuden mit späteren Erweiterungen als Rest der bereits 1303 urkundlich erwähnten Honnschaft „Clivo“ | 18. Jh. | 24.07.1992                | 254             |
| ehem. Verwaltungsgebäude der Gemeinde Lützenkirchen                                                                | ehem. Verwaltungsgebäude der Gemeinde Lützenkirchen                                                                | Lützenkirchen Lützenkirchener Straße 316 Karte | | 1925 | 04.12.2007                | 331             |
| weitere Bilder | Kreuzkapelle, Lehn                                                                                                 | Lützenkirchen Lützenkirchener Straße 343 Karte | kleiner verputzter Saal mit verschiefertem Walmdach und Dachreiter, ehem. Gerichtskapelle mit wertvoller ländlicher Ausstattung (Kalvarienberg, Kreuzwegszenen), 1968–1970 transloziert | | 22.10.1984                | 156             |
| weitere Bilder | Kath. Kirche St. Maurinus                                                                                          | Lützenkirchen Lützenkirchener Straße 420 Karte | einschiffiger, breitgelagerter Backstein-Saalkirche mit Halbkreisapsis; zweigeschossiger Westturm mit steiler Schieferpyramide; frühe neugotische Formensprache, Ausstattung aus der Bauzeit (z. B. Sayner Eisenkunstguss) | | 24.10.1984                | 160             |
| Standkreuz mit ovaler Votivtafel                                                                                   | Standkreuz mit ovaler Votivtafel                                                                                   | Lützenkirchen Lützenkirchener Straße / Lehner Mühle Karte                                                                                                  | Unterbau mit Muschelnische und Inschrift, Kreuz mit Votivtafel und Corpus | 1726 | 07.09.1984                | 133             |
| Hemmelrather Hof                                                                                                   | Hemmelrather Hof                                                                                                   | Manfort Hans-Gerhard-Straße 17 Karte | Vierseitige, nahezu geschlossene Hofanlage mit Wohnhaus (Backstein-Mauerwerk, Haupteingang mit Mittelrisalit, Krüppelwalmdach), Zwischenbauten, Wirtschaftsflügel, Stallungen, Fachwerkremise | 1829, Wohngebäude 1902 | 17.04.1997                | 285             |
| Kleinsthaussiedlung Heidehöhe                                                                                      | Kleinsthaussiedlung Heidehöhe                                                                                      | Manfort Heidehöhe 1–80 Karte | Wohnhof- und Reihenhausbebauung für einkommensschwache Arbeiterfamilien; differenzierte Kleinsthäuser mit stark durchrationalisiertem Grundriss; im Kern der Anlage großer, umschlossener Gartenbereich; Lage der Siedlung an der Trasse der Rheinischen Eisenbahn (Troisdorf-Speldorf) mit direktem Bahnanschluss, umgeben von einer Anzahl großer Industriebetriebe; kurz nach dem Ersten Weltkrieg durch den Architekten Wilhelm Fähler entworfene Arbeitersiedlung an der Kalkstraße; Die meisten Wohnungen sind rund 40 m² groß. Im Grundriss der zum Verkauf durch die WGL anstehenden Siedlung ist noch die ehemalige Straßenbahnanlage in der Mitte zu erkennen. Der Siedlungsname verweist auf die früher weit verbreitete Heidelandschaft in Leverkusen. | 1919–1921 | 15.02.1994                | 259             |
| Kath. Pfarrkirche St. Joseph                                                                                       | Kath. Pfarrkirche St. Joseph                                                                                       | Manfort Josefstraße 28 Karte | Dreischiffige Rektoratskirche mit Querhaus; verputztes Backstein-Mauerwerk mit Werkstein-Gliederungen; Westturm mit verschiefertem Turmhelm und Laterne; teilweise neogotische Formen | 1912 | 24.01.1985                | 165             |
| Evangelische Johanneskirche und Pfarrhaus                                                                          | Evangelische Johanneskirche und Pfarrhaus                                                                          | Manfort Scharnhorststraße 38 und 40 Karte | weiterentwickelte Form des Typus B der Bartning’schen Notkirchen mit polygonalem Altarraum | 1953–1954 | 03.03.1995                | 264             |
| Backsteinbau | Backsteinbau | Opladen Adalbert-Stifter-Straße 10 Karte | Zweigeschossiger Backsteinbau mit fünf Achsen und Werkstein-Sohlbänken; Das Gebäude diente ab 1857 als erste evangelische Volksschule in Opladen. Der vorgestellte weiße Bau (Nr. 12) wurde in den 1920er Jahren als Jugendherberge genutzt. Heute befindet sich darin eine katholische Kindertagesstätte, während das alte Schulhaus nach der Jahrhundertwende jahrzehntelang als Hilfsschule diente. 2004 zog hier ein städtischer Kindergarten ein. | 2. Hälfte des 19. Jh., daneben Torbogen vom Anfang des 20. Jh. | 16.03.1987                | 206             |
| Eisenbahnersiedlung                                                                                                | Eisenbahnersiedlung                                                                                                | Opladen Adalbertstraße, Bahnallee, Humboldtstraße, Karlstraße, Robert-Koch-Straße, Wilhelmstraße Karte                                                     | Siedlungsbau in Folge der Gründung des Eisenbahn-Ausbesserungswerks; Mehrfamilienhäuser in geschlossener Reihe in Reformarchitektur; Einheitlichkeit der Typen und wiederkehrende Baudetails machen die Gesamtsiedlung erlebbar. Soziale Verhältnisse und die Werkshierarchie offenbaren sich in den unterschiedlichen Haustypen. Kriegsschäden wurden bereits in den 1940er Jahren behoben. | bis 1914 | 29.08.1995                | 269             |
| Eckgebäude | Eckgebäude | Opladen Altstadtstraße 2 / Düsseldorfer Straße 1 Karte | Dreigeschossiges Eckgebäude mit Putzfassade und Stuckdekor in klassizistischen und neobarocken Formen, Erdgeschoss Rustika, Schaufenstereinbau | Ende des 19. Jh. | 14.04.1987                | 221             |
| Villa Mühlstroh | Villa Mühlstroh | Opladen Altstadtstraße 36 Karte | Ehemaliges Gebäude des Unternehmens Wöllenstein; Das Gebäude wurde nach Plänen des Architekten Peter Klotzbach für den Opladener Fuhrunternehmer Mühlstroh errichtet. 2004 kaufte ein Investor das Gebäude aus der Konkursmasse. Der rückwärtige Flügel wurde anschließend abgerissen. | 1909 | 09.03.2005                | 324             |
| Fachwerkhaus | Fachwerkhaus | Opladen Altstadtstraße 62 Karte | Teil des Gesamtensembles „Vorindustrieller Altstadtrest Opladen“; zweigeschossiges Fachwerkwohnhaus in Ständerwandbauweise, Mittelfach ehemals zweigeschossig mit Galerie, Seitenfächer in der lichten Raumhöhe sehr niedrig gehalten | Mitte bis Ende des 18. Jh. | 02.04.1987                | 219             |
| Friedenberger Hof                                                                                                  | Friedenberger Hof                                                                                                  | Opladen Am Kreispark 20 Karte | Herrenhaus des ehemaligen Ritterguts „Friedenberger Hof“; L-förmiger, zweigeschossiger Baukörper mit steilem Schieferdach, Treppengiebel, dreigeschossigem Rundturm mit Schweifhaube, barocke Haustür, Spindeltreppe; Das Fehlen von fortifikatorischen Merkmalen wie Gräben, Wällen, Mauern oder Wehrtürmen weist auf eine frühe Gründung hin, auch schließt der Standort in nur einseitig geschützter Lage den Wehrcharakter aus. Das heutige Gebäude stammt im Wesentlichen aus dem 16. Jahrhundert. Seinen Namen erhielt es jedoch schon Mitte des 15. Jh., als ein gewisser Dierig oder Dietrich Vrede urkundlich erwähnt wird. Im frühen 19. Jh. wohnten hier die Opladener Bürgermeister Vincenz Joseph Deycks und Jakob Salentin von Zuccalmaglio; spätere Nutzung als Bauernhof (Stallungen und Scheune 1964 abgerissen); Seit 1983 ist die Zentrale des Zentralverbands der Historischen Deutschen Schützenbruderschaften hier untergebracht. | Mitte des 14. Jh., 16./18. Jh. | 13.03.1986                | 181             |
| Fachwerkhaus | Fachwerkhaus | Opladen Am Kreispark 24 Karte | eingeschossiges Fachwerkhaus in Ständerwandbauweise, zugehörig dem Fachwerkhaus-Ensemble mit dem „Friedenberger Hof“ | Ende des 18. Jh. | 13.03.1986                | 182             |
| Historischer Friedhof                                                                                              | Historischer Friedhof                                                                                              | Opladen An St. Remigius / Rennbaumstraße Karte | Historischer Friedhof, umgrenzt von einer gestaffelten Backsteinmauer, gegliedert durch Lisenen; Klötzchenfries in oberer Läuferschicht; je ein Gittertor mit flankierenden, mehrfach profilierten Pfeilern; denkmalwert auch 23 Grabmale | 1810 (kath. Teil), 1864 (evang. Teil) | 03.02.1997                | 283             |
| Wasserturm des ehem. Eisenbahn-Ausbesserungswerks Opladen                                                          | Wasserturm des ehem. Eisenbahn-Ausbesserungswerks Opladen                                                          | Opladen Bahnstadtchaussee Karte | Seit 2012 genutzt als Vereinsheim des Traditionskorps KG Altstadtfunken Opladen vun 1902 e. V. mit Multifunktionsraum für kulturelle Kleinkunstabende und karnevalistische Veranstaltungen; der Turm wurde dafür saniert und erhielt einen kubusförmigen Anbau mit einer Grundfläche von ca. 100 m². | 1903 | 29.05.2009                | 341             |
| Kesselhaus des ehem. Eisenbahn-Ausbesserungswerks Opladen                                                          | Kesselhaus des ehem. Eisenbahn-Ausbesserungswerks Opladen                                                          | Opladen Bahnstadtchaussee Karte | | 1948 | 27.08.2009                | 342             |
| Hauptmagazin des ehem. Eisenbahn-Ausbesserungswerks Opladen                                                        | Hauptmagazin des ehem. Eisenbahn-Ausbesserungswerks Opladen                                                        | Opladen Bahnstadtchaussee Karte | | 1903 | 14.12.2009                | 344             |
| Villa | Villa | Opladen Berliner Platz 3 Karte | Traufständige zweigeschossige ehemalige Fabrikantenvilla, unverputzter Ziegelsteinbau mit ehem. Stallgebäude, mit Resten der Gartenanlage und Einfriedung; später Nutzung durch britisches Militär, danach Polizeiwache, seit 1977 Sitz der AWO | 1929 | 08.09.1999                | 299             |
| Grabmäler des ehemaligen evangelischen Friedhofs an der Rennbaumstraße, Anfang der 1980er Jahre nach hier versetzt | Grabmäler des ehemaligen evangelischen Friedhofs an der Rennbaumstraße, Anfang der 1980er Jahre nach hier versetzt | Opladen Bielertstraße 12 (an der Bielertkirche) Karte | Grabmäler mit orts- und familiengeschichtlicher Bedeutung, teilweise in sehr aufwändiger künstlerischer Gestaltung | Ende des 19. Jh. / Anfang des 20. Jh. | 25.03.1986                | 186             |
| weitere Bilder | Kirche am Bielert                                                                                                  | Opladen Bielertstraße 12 Karte | Schlichter, einschiffiger Saalbau in neoromanischen Formen mit polygonalem Chorabschluss und vorgesetztem Westturm mit Schieferpyramide; im Inneren Kassettendecke, Jugendstil-Ausmalung und Ausstattung; Die evangelische Bielertkirche wurde im damals weitgehend katholischen Opladen gebaut, nachdem den Protestanten vorher nur ein Betsaal in einer Schule zur Verfügung stand. 2500 Taler spendete der Unternehmer Julius Ulenberg anlässlich der Grundsteinlegung, Architekt war Eduard Zais. Die drei Bronze-Glocken waren bereits anlässlich des Reformationsfestes 1875 ihrer Bestimmung übergeben worden. Ostern 1999 wurde die neue, 650 kg schwere Bronzeglocke (g), die seit dem Zweiten Weltkrieg fehlte, zusätzlich zu den beiden Stahlglocken (cis und e) erstmals geläutet. Neben Gottesdiensten finden hier auch häufig Konzerte statt. | Einweihung am 6. September 1876 | 17.10.1984                | 151             |
| Evangelisches Gemeindehaus                                                                                         | Evangelisches Gemeindehaus                                                                                         | Opladen Bielertstraße 14 Karte | Zweigeschossiges, traufständiges Backsteinhaus mit Krüppelwalmdach; Baukörper in Anlehnung an die benachbarte Bielertkirche in schlichter neoromanischer Formensprache; betonte Mittelachse mit schlichter Übergiebelung, vorgestellter Eingang | Ende des 19. Jh. | 18.11.1988                | 240             |
| Stadthaus | Stadthaus | Opladen Birkenbergstraße 4 Karte | Zweigeschossiger, traufständiger Backsteinbau, Schauseite im Erdgeschoss in Scheinquaderung, im Obergeschoss verklinkert mit Putzgliederungen, floralem Schmuck und Klötzchenfries; aufwändiger Seitenrisalit mit Stucknische (Figurennische); noch gut erhaltene Innenausstattung, aufwändige Details | Anfang des 20. Jh. | 20.01.1988                | 229             |
| Baublock Birkenberg-, Kanal- und Mittelstraße                                                                      | Baublock Birkenberg-, Kanal- und Mittelstraße                                                                      | Opladen Birkenbergstraße 87/89/91/93/95/97/99/101/103/105, Kanalstraße 2/3/4/5/6/7/8/9/11/13/23, Mittelstraße 32/34/36/38/39/40/41/42/43/44/45/46/48 Karte | erbaut für Beamte und Arbeiter des Eisenbahn-Ausbesserungswerks Opladen nach Planung des Opladener Architekten Müller; Die Häuserzeile an der Birkenbergstraße ist noch sehr dem Historismus verpflichtet, besitzt jedoch sehr unterschiedlich gestaltete Fassaden. Die Gebäuderiegel und Einzelgebäude an der Mittelstraße und teilweise an der Kanalstraße zeigen Anklänge an den Heimatstil. | 1905–1912 | 19.03.1986                | 190             |
| Feuerwehrsiedlung                                                                                                  | Feuerwehrsiedlung                                                                                                  | Opladen Birkenbergstraße 92/94/96/98/100/102/104, Kanalstraße 29/31/33/35/37/39/41, Birkenbergstraße 43/45/47/49/51/53/55/57/59/61/63 Karte                | Zentraler Feuerwehrübungsplatz; traufständige, langgestreckte Feuerwache mit mittigem schlankem Schlauchtrockenturm; Feuerwehrplatz von zweigeschossigen, verputzten Reihenhäusern flankiert, die sich in bestimmte Einzelgebäude aufgliedern bis in den Bereich von Kanalstraße und Birkenbergstraße; hervorragende städtebauliche Situation, sehr malerisch, dem Heimatstil verpflichtet; Die Opladener Feuerwehrsiedlung galt damals als Mustersiedlung für ganz Europa. Seit 1993 gehört sie dem Bauverein. Auf das Feuerwehrhaus, in dem die erste Nachkriegs-Stadtratssitzung am 2. April 1946 stattfand, hat der Bauverein ein Vorkaufsrecht. | 1922–1923, erweitert 1927 | 08.04.1986                | 194             |
| Grundstein der alten Wupperbrücke, Trachytplatte                                                                   | Grundstein der alten Wupperbrücke, Trachytplatte                                                                   | Opladen Düsseldorfer Straße (Wupperbrücke) Karte | | 1732 (Datierung in großen römischen Ziffern) | 06.09.1984                | 131             |
| Wohnhaus | Wohnhaus | Opladen Düsseldorfer Straße 2 Karte | Zweigeschossiges, anspruchsvolles bürgerliches Wohnhaus auf fast quadratischem Grundriss mit ausgebautem Mansardgeschoss und flachem Walmdach; Putzbau mit noch weitgehend originaler Farbgebung; exponierte Ecklage des Baukörpers als optischer Abschluss der Straßenflucht der Kölner Straße; polygonaler Eckerker mit Spitzdach, seitlich Haupteingang, durch Ädikula-Gestaltung und aufwändige Ornamentik betont; Heimatstil; heute von der Caritas genutzt | 1909 | 30.01.1989                | 242             |
| Wohnhaus | Wohnhaus | Opladen Düsseldorfer Straße 3 Karte | Dreigeschossiger Putzbau mit Mansarddach, Mittelachse durch Erker betont; dreiachsiger Dreiecksgiebel im Heimatstil | 1910 | 14.04.1987                | 222             |
| Wohn- und Geschäftshaus                                                                                            | Wohn- und Geschäftshaus                                                                                            | Opladen Düsseldorfer Straße 5 Karte | Dreigeschossiges Wohn- und Geschäftshaus mit zusätzlichem Mezzaningeschoss; Putzbau mit manieristischer Fassadengestaltung in Schmuckformen des flächigen Jugendstils; Schaufassade durch Übergiebelungen und rhythmische Gliederung der Fensterachsen geprägt; Eingangsachse durch übergiebelten Erker betont; im heute veränderten Erdgeschoss schon ursprünglich Ladeneinbauten | um 1905 | 26.08.1988                | 235             |
| weitere Bilder | Kath. Pfarrkirche St. Remigius                                                                                     | Opladen Düsseldorfer Straße 6 Karte | Neugotische Backstein-Saalkirche mit polygonaler Apsis und dreigeschossigem Westturm; Turmaufsatz als achtseitige Werksteinpyramide mit Baluster; Eine dem hl. Remigius geweihte Kirche in Opladen wurde erstmals in einer Urkunde des Kölner Stifts St. Gereon von 1223 erwähnt. Die Kirche war nur 11 m × 7 m groß, hatte aber einen wuchtigen romanischen Kirchturm. Nach langem Streit mit dem Stift St. Gereon wurde 1787 mit dem Bau eines größeren Kirchenschiffs begonnen, das bereits 1788 fertiggestellt werden konnte. 1855 beauftragte der Pfarrer von St. Remigius, Stephan Josef Krey, den Architekten Vincenz Statz mit den Plänen für einen Kirchenneubau. 1862 wurde die alte Kirche abgerissen und mit dem Neubau begonnen. Nach knapp zwei Jahren Bauzeit konnte die Kirche fertiggestellt werden. Dem Zeitgeist entsprechend wurde der Bau im neugotischen Stil errichtet. Ein erster Umbau der katholischen Kirche, bei dem u. a. die Seitenaltäre entfernt wurden, erfolgte 1937/1938. Am 28. Dezember 1944 wurde die Kirche durch einen Bombentreffer bis auf die Außenmauern und den Kirchturm zerstört. Von 1945 bis 1952 wurde die Kirche unter starkem Einsatz der Gemeindemitglieder unter Leitung des Architekten Bernhard Rotterdam wiederaufgebaut und an Pfingsten 1952 konsekriert. | 1862–1864, Umbau 1937/1938, Wiederaufbau 1945–1952 | 06.04.1987 und 26.11.1987 | 217             |
| Statue des hl. Johannes Nepomuk                                                                                    | Statue des hl. Johannes Nepomuk                                                                                    | Opladen Düsseldorfer Straße 6 (St. Remigius) Karte | früher auf der alten Opladener Wupperbrücke, heute in der Pfarrkirche St. Remigius | Mitte des 18. Jh. | 16.10.1984                | 147             |
| Wohn- und Geschäftshaus                                                                                            | Wohn- und Geschäftshaus                                                                                            | Opladen Düsseldorfer Straße 7 Karte | Dreigeschossiges, traufständiges Wohn- und Geschäftshaus mit Putzfassade in sieben Achsen, mittige Eingangsachse durch übereinanderliegende Loggien betont, beidseitig von zwei segmentbogenförmigen Erkern begleitet, im Dachbereich mit einem großen verschieferten Mansardgiebel bekrönt; Heimatstil | 1910 | 26.08.1988                | 236             |
| Wohn- und Geschäftshaus                                                                                            | Wohn- und Geschäftshaus                                                                                            | Opladen Düsseldorfer Straße 9 Karte | Dreigeschossiges, traufständiges Wohn- und Geschäftshaus; Backsteinbau mit teilweise aufwändigem Stuckdekor in klassizistischer und manieristischer Formensprache; betonte Mittelachse (Balkon, Dachhäuschen), Erdgeschoss-Fassade in Rustika mit Ladeneinbauten, Repräsentationsräume im 1. Obergeschoss | Ende des 19. Jh. | 26.08.1988                | 237             |
| ehemalige Adler-Apotheke                                                                                           | ehemalige Adler-Apotheke                                                                                           | Opladen Düsseldorfer Straße 57 Karte | Zweigeschossiges, repräsentatives, verschiefertes Fachwerkwohnhaus mit Backsteinanbau von 1896, Remise, Torbogen, Hof, Landschaftspark; Der Bau wurde 1821–1822 als erste Apotheke in Opladen im Auftrag des Apothekers Johann Jacob Hartcop aus Hückeswagen errichtet, der seit 1808 die Lizenz zum Betreiben einer Apotheke für Bürrig, Schlebusch, Leichlingen und Burscheid besaß. Die Apotheke war bis 1980 in Betrieb. Die ehemalige Ausstattung kann heute auf Schloss Burg besichtigt werden. Nach einer Hausbesetzungsphase wurde das Haus 1989 von der Wohnungsgesellschaft Leverkusen (WGL) übernommen, saniert und anschließend verkauft. Heute befindet sich hier eine Gaststätte mit Biergarten. | 1821–1822 | 12.09.1984                | 134             |
| weitere Bilder | Kutscherhaus zur „Villa Römer“                                                                                     | Opladen Düsseldorfer Straße 96 Karte | Kleines Parkhaus, ehemals Stall und Wagenremise mit Kutscherwohnung zur „Villa Römer“, zweigeschossiger, verputzter Baukörper mit Walmdächern, Backsteinsockel und Fachwerk-Obergeschoss, Treppenturm mit Schweifhaube, eingeschossiger ehem. Maschinenhaus-Anbau | | 09.10.1984                | 140             |
| weitere Bilder | ehemalige Landwirtschaftliche Winterschule Opladen                                                                 | Opladen Düsseldorfer Straße 153-157 Karte | Dreigeschossiger Bau aus außen geschlämmtem Backstein-Mauerwerk mit Werksteinrahmungen, Mittelrisalit, Walmdach, vorgelegter Treppe und Attikageschoss; Gebäude Nr. 155 und 157 ebenfalls in geschlämmtem Backstein-Mauerwerk über einen Verbindungstrakt angebaut; nach Entwurf des Architekten Peter Klotzbach als Landwirtschaftsschule errichtet; heute Sitz des Chemischen Untersuchungsinstituts (CUI) | 1919–1920 | 16.03.1987                | 214             |
| Doppelhaus | Doppelhaus | Opladen Düsseldorfer Straße 161-163 Karte | Doppelhaus auf H-förmigem Grundriss in Massivbauweise, verputzt mit Zierfachwerk; straßenseitig ehemals offene Veranden, Seitenachsen durch Quergiebel betont, Schmuckgiebel in Fachwerk | Anfang des 20. Jh. | 07.08.1987                | 224             |
| Passionskreuz | Passionskreuz | Opladen Friesenweg (städt. Friedhof Birkenberg) Karte | sog. „Altenberger Kreuz“; Dreipasskreuz mit Corpus, Muschelnische, Sockel mit Wappen; Das Wappensiegel zeigt im geviertelten Schild im ersten und vierten Feld einen aus einem Berg herauswachsenden Abtsstab, im zweiten und dritten Feld drei aus einem Herz heraussprießende gestielte Rosen, darüber im Schildhaupt drei Sterne. Auf dem Schild eine Mitra zwischen zwei hinter dem Schild gekreuzten Abtsstäben. Es handelt sich hier um das Wappen von Johannes Hoerdt (1704–1779), der von 1739 bis 1779 Abt der Abtei Altenberg war, und der in diesem Fall als Stifter des Kreuzes in Frage kommt. Aufgrund der spätbarocken Ornamentik kann das Kreuz durchaus in die Mitte des 18. Jh. eingeordnet werden und dürfte vermutlich zwischen 1750 und 1770 entstanden sein. | ca. 1750–1770 | 06.12.2010                | 348             |
| Grabmal Nörrenberg                                                                                                 | Grabmal Nörrenberg                                                                                                 | Opladen Friesenweg (städt. Friedhof Birkenberg) Karte | Grabmal Nörrenberg, vom ehemaligen Evangelischen Friedhof an der Rennbaumstraße nach hier versetzt | um 1912 | 13.03.1986                | 185             |
| Stadthalle Opladen                                                                                                 | Stadthalle Opladen                                                                                                 | Opladen Fürstenbergstraße 1 Karte | Ehem. „Weskott’sche Villa“; repräsentativer zweigeschossiger Putzbau mit vorgestelltem Eingangsportikus und verschiefertem Mansardwalmdach; erbaut nach Entwurf des Architekten Peter Klotzbach; Für den Bau der Kirche St. Michael wurde die damals als Vereinshaus genutzte frühere Villa Weskott von der katholischen Gemeinde für 150.000 Reichsmark an die Stadt verkauft. Sie diente zusammen mit einem Saalanbau als Stadthalle, u. a. für politische Veranstaltungen und Karnevalsfeiern. Nach Problemen mit dem Pächter und aufgrund der städtischen Geldnot wurde das Gebäude 2006 an Duisburger Investoren verkauft, die es zu einem Hotel umbauten. | Anfang des 20. Jh. | 16.03.1987                | 212             |
| weitere Bilder | Villa Römer | Opladen Haus-Vorster-Straße 6 Karte | Zweigeschossige Villa aus Grünsandstein-Mauerwerk mit abwechslungsreich gegliedertem Eingangsportikus; aufwändige Innenausstattung, Treppe mit figürlichem Schnitzwerk; denkmalwert einschließlich Park mit Wegenetz, Brunnenhäuschen und Kutscherhaus | 1905 | 12.09.1984                | 130             |
| Gut Frischenberg                                                                                                   | Gut Frischenberg                                                                                                   | Opladen Haus-Vorster-Straße 74 Karte | Vierflügelige Hofanlage, Hauptgebäude in Fachwerk-Ständerwandbauweise; Fachwerk-Scheune, Backstein-Stall und Backstein-Remise | Anfang des 19. Jh., Anfang des 20. Jh. | 24.03.1988                | 232             |
| ehemaliges Kreisfürsorgehaus                                                                                       | ehemaliges Kreisfürsorgehaus                                                                                       | Opladen Humboldtstraße 7–9 Karte | Ehemaliges Kreisfürsorgehaus des Landkreises Solingen-Lennep | 1930 | 04.12.2007                | 332             |
| weitere Bilder | Gemeindezentrum Humboldtstraße                                                                                     | Opladen Humboldtstraße 54/56 Karte | Evangelische Kirche mit Nebengebäuden und Innenausstattung | 1954–1955 | 22.11.2010                | 346             |
| Ehem. Städt. Gymnasium Opladen                                                                                     | Ehem. Städt. Gymnasium Opladen                                                                                     | Opladen Im Hederichsfeld 19 Karte | Zweigeschossiger Putzbau nach Entwurf des Architekten Peter Klotzbach mit Mansardwalmdach, Mitteleingang mit Portikus und gesprengtem Giebel; Mittelzone von Werkstein-Pilastern gerahmt, darüber flacher, ausgerundeter Balkon, Aufsatz flachrund übergiebelt, Dachreiter; links niedrigere Turnhalle, rückwärtig ein weiterer Klassentrakt; nach dem Ersten Weltkrieg zunächst Unterkunft für deutsche Soldaten, später für die britischen Besatzungstruppen (Schotten, Engländer und Neuseeländer); 1926 wieder als Realgymnasium mit Oberrealschule genutzt; 1946 Umwandlung in Naturwissenschaftliches Gymnasium und spätere Umbenennung in Landrat-Lucas II; Zeitweise waren hier auch Klassen der Ina-Seidel-Schule untergebracht. Nach Leerstand und vorübergehender Nutzung durch die Theodor-Heuss-Realschule zog 1979 die Kath. Hauptschule Düsseldorfer Straße ein. | 1911–1913 | 16.03.1987                | 208             |
| Wohnhaus | Wohnhaus | Opladen Im Hederichsfeld 41 Karte | Zweigeschossiges Wohnhaus, traufständiger Massivbau mit Putzfassade, Sockel der Schauseite in Quadermauerwerk, übergiebelter Erker, Mansarddach; bauzeitliche Ausstattung fast vollständig erhalten; Fenster (u. a. Seilzug-Schiebefenster), Holztreppe | 1925 | 17.04.1997                | 286             |
| Wohnsiedlung des Gemeinnützigen Bauvereins Opladen                                                                 | Wohnsiedlung des Gemeinnützigen Bauvereins Opladen                                                                 | Opladen Kanalstraße, Vereinsstraße, Reuschenberger Straße, Bracknellstraße Karte                                                                           | Siedlung mit zweigeschossigen Wohngebäuden im Stil des Expressionismus | 1925–1931 | 21.02.2002                | 313             |
| Luftschutzbunker                                                                                                   | Luftschutzbunker                                                                                                   | Opladen Karlstraße Karte | Dreigeschossiger, schmaler, langgestreckter Flachbunkertrakt und sechsgeschossiger Hochbunkertrakt als Eckbetonung mit nahezu quadratischem Grundriss und halbrund vorgestelltem Aufzugsturm; Erschließung über zwei querorientierte, passagenartige Schleusen an den Stirnseiten des Flachbunkertrakts; Durch eine der kath. Kirche St. Michael in Opladen ähnliche Baukörperausformung (Flachbunkertrakt mit Satteldachüberdeckung, in Verbindung mit dem eingeschossigen Pultdachanbau als „Kirchenschiff“, der Hochbunkertrakt mit Arkadenaufsatz und Zeltdach als „Kirchturm“ wirkend, beide Trakte mit Natursteinverblendung geplant) sollte zum einen ein städtebaulicher Schwerpunkt innerhalb der prägenden Umgebungsbebauung der Opladener Neustadt, als auch eine verbesserte Tarnwirkung gegenüber Fliegeraufklärung erreicht werden. Wohl bedingt durch die Kriegsereignisse wurden die zur Tarnung dienenden Dachaufsätze und die beabsichtigte Natursteinverblendung der Fassaden nicht mehr fertiggestellt, so dass die dem zivilen Luftschutz dienende Bunkeranlage heute nur als „stadtbildwirksamer Rohbau“, auffällig gegliedert durch stockwerksweise umlaufende Gesimsbänder, mit den später eingebrochenen Fenstern in Erscheinung tritt. | | 14.11.1988                | 238             |
| weitere Bilder | Aloysius-Kapelle                                                                                                   | Opladen Kölner Straße Karte | Kapelle des Aloysius-Stifts (letzter Teil des erzbischöflichen Aloysianums); neugotische Backsteinkapelle, polygonaler Chorabschluss, verschiefertes Dach mit Dachreiter; Die Kapelle steht am Ende der Opladener Fußgängerzone (Kölner Straße, Opladener Platz), im Untergeschoss befindet sich ein Jugendtreff. | 1907 | 24.10.1984                | 161             |
| Wohn- und Geschäftshaus                                                                                            | Wohn- und Geschäftshaus                                                                                            | Opladen Kölner Straße 8 Karte | Dreigeschossiger Bau mit Satteldach und dreiachsiger Fassade (rote Klinker und Putz); ursprüngliche Fenster in den oberen Geschossen erhalten; historistische Gestaltung der Fassade nach Vorbildern verschiedener Stilepochen; rückwärtige An- und Erweiterungsbauten (Schlachthausanlage, Wurstküche) im Winkel von 30° im Hofbereich; Das Gebäude ist Teil der Zeilenbebauung Kölner Straße 8–16 mit ihren historisierenden Fassaden. | 1896–1899, An- und Umbauten 1911, 1937, 1952, 1963, 1965, 1979 | 24.11.1995                | 281             |
| Wohnhaus | Wohnhaus | Opladen Kölner Straße 10 Karte | Das Gebäude wurde für Franz Gramm als spiegelbildliches Doppelhaus mit dem Haus Nr. 12 errichtet, was an einem Durchgang im Treppenhaus noch nachvollziehbar ist. Das Gebäude befindet sich bezüglich der Raumaufteilung im Originalzustand. 1911 wurde die Erdgeschossfassade in Jugendstil-Formen umgebaut. Dieser Zustand wurde 1969 durch einen erneuten Umbau zerstört. Die räumliche Einteilung des Erdgeschosses blieb dabei unangetastet. Die Fassade ist in den Obergeschossen dreiachsig mittensymmetrisch. Im Erdgeschoss liegt links der Hauseingang zum Flur, rechts daneben der Eingang zum Laden mit anschließendem Schaufenster. Im Grundriss schließt sich auf der linken Seite des Erdgeschosses der Zugangsflur zum an der Rückseite angeordneten Treppenhaus an. Das Ladenlokal ist zwei Räume tief. Die Obergeschosse sind zwei Räume breit und zwei Räime tief, wobei sich die Wohnräume vorn und hinten rechts erstrecken, hinten links liegt der Wohnungsflur zum Treppenhaus. Dieses verbindet Vorder- und Hinterhaus, das in einer Tiefe von drei Räumen angelegt ist. Durch den Einzug einer Wohnungsabschlusswand aus Holz wurde der Treppenraum mit WC zum Eingangszimmer, hinter dem noch zwei weitere Räume liegen. Das Haus ist als Massivbau in Ziegelstein-Mauerwerk errichtet, die Innenwände ebenfalls in Ziegelmauerwerk. Die Geschossdecken bestehen aus Holzdielen auf Holzbalkendecken, die Kellerdecke ist als preußische Kappendecke ausgebildet. Das Dach ist ein einfaches Satteldach und ausgebaut. Die Straßenfassade ist als Schaufassade mit gelben Verblendern gestaltet. Durch verschiedene Gesimse wird die Fassade horizontal gegliedert. Die mit Putzeinfassungen versehenen Fenster im 1. Obergeschoss werden durch kunstvoll gestaltete, dreieckige Verdachungen überfangen. An den Brüstungen sitzen Schmuckplatten mit Rautenverzierung in Putztechnik. Die Fenster im 2. Obergeschoss sind ebenfalls durch Putzgliederungen eingefasst, haben aber flache Verdachungen. Das Dachgesims ist mit sieben Terrakotta-Konsolen versehen. Erhalten ist die reich gegliederte und verzierte Fassade mit Schmuckelementen. Weiterhin original sind auch das Treppenhaus in Holztreppe und Bodenbelag mit Schmuckfliesen, fast alle Türblätter und Türzargen. | um 1893 | 04.04.2000                | 309             |
| Wohn- und Geschäftshaus                                                                                            | Wohn- und Geschäftshaus                                                                                            | Opladen Kölner Straße 12 Karte | Das Gebäude wurde für Jacob Lungstrass als spiegelbildliches Doppelhaus zum Haus Nr. 14 errichtet. 1934 wurde die Erdgeschossfassade umgebaut, 1954/1955 bezig man das Erdgeschoss in den Umbau des Nachbarhauses Kölner Straße 14 ein, das Treppenhaus des Gebäudes fiel dabei weg. Stattdessen wurde im 1. Obergeschoss ein Wanddurchbruch zum Haus Nr. 10 geschaffen, um dessen Treppenhaus benutzen zu können. Das Gebäude befindet sich in den Obergeschossen bezüglich der Raumaufteilung im Originalzustand. Die Fassade ist in den Obergeschossen dreiachsig mittensymmetrisch. Im Erdgeschoss liegt der Eingang zum nebenliegenden Haus Nr. 14 mit anschließendem Schaufenster. Die Obergeschosse sind zwei Räume breit und zwei Räume tief gestaltet, wobei sich die Wohnräume vorn und hinten links erstrecken, hinten rechts der Wohnungsflur zum Treppenhaus. Dieses verbindet Vorder- und Hinterhaus, das in einer Tiefe von drei Räumen angelegt ist. Das Haus ist als Massivbau aus Ziegelstein-Mauerwerk errichtet, die Innenwände als Ständerwerk mit Ziegelausfachung. Die Geschossdecken bestehen aus Holzdielen auf Holzbalkendecken, die Kellerdecke ist als preußische Kappendecke ausgebildet. Das Dach ist ein einfaches Satteldach und ausgebaut. Die Straßenfassade ist als Schaufassade mit verputztem Mauerwerk gestaltet. Die mit Stuckeinfassungen versehenen Fenster im 1. Obergeschoss werden durch kunstvoll gestaltete, horizontal gerade oder geschwungene Verdachungen überfangen. An den Brüstungen sitzen Schmuckplatten mit Rautenverzierung in Putztechnik. Die Fenster im 2. Obergeschoss sind ebenfalls durch Putzgliederungen eingefasst, haben aber im Gegensatz zum 1. Obergeschoss keine ornamentalen oder figürlichen Ausschmückungen der Felder zwischen Fenstergewände und Verdachung. Weiterhin schmückt hier ein floral verzierter Putzspiegel die Brüstungen. Das Dachgesims ist mit vier Terrakotta-Konsolen versehen. Zwischen den Konsolen befindet sich ein kleiner Klötzchenfries. Erhalten ist die reich gegliederte und verzierte Fassade mit Schmuckelementen. Weiterhin original sind auch das Treppenhaus in den Obergeschossen als Holztreppe, in den Obergeschossen die Raumaufteilung mit fast allen Treppenhaus- und Innentüren, sowie die Fußbodenbeläge aus Holzdielen. | um 1893 | 21.02.2001                | 308             |
| Wohn- und Geschäftshaus                                                                                            | Wohn- und Geschäftshaus                                                                                            | Opladen Kölner Straße 14 Karte | Das Gebäude wurde für Wilhelm Pesch als repräsentatives Eckhaus mit Schmuckfassade für die Unterbringung des 1890 gegründeten Textilhauses Pesch und mit Wohnungen in den oberen Geschossen errichtet. 1913 wurde erstmals die Erdgeschossfassade verändert, die Fenster wurden vergrößert, um mehr Schaufläche zu erhalten. 1954/1955 wurde das Erdgeschoss des Haupthauses erneut umgebaut, diesmal mit Änderungen im Inneren. Der Anbau wurde ebenfalls erstmals 1913 umgebaut; aus der fünfachsigen, erdgeschossigen Fassade wurde durch Zusammenlegen der jeweils äußeren Fenster und Erweiterung des mittleren Fensters zu einer Tür ein separater Laden. Später erfolgte ein Umbau zur Gaststätte mit Verkleinerung der Fenster und Verlegung der Eingangstür nach rechts. Die Fassade des an der Straßenecke Kölner Straße / Birkenbergstraße stehenden Hauptbaukörpers ist in den Obergeschossen zur Kölner Straße hin dreiachsig, zur Birkenbergstraße hin vierachsig. Die Ecke wird durch einen im 1. Obergeschoss befindlichen, von einem Balkon nach oben abgeschlossenen Erker betont. Im umgebauten Erdgeschoss befindet sich jetzt der Haupteingang rechts neben dem Haus, im Erdgeschoss des Hauses Nr. 12. Von der Kölner Straße aus gesehen sind die Obergeschosse zwei Räume breit und zwei Räume tief gestaltet, wobei sich die Wohnräume vorn und hinten rechts / links erstrecken, hinten mittig der Wohnungsflur zum Treppenhaus. Dieses verbindet Vorder- und Hinterhaus. Das Nebengebäude ist ein fünfachsiger, einen Raum tiefer Anbau mit vorne steil ausgeprägtem Satteldach. Das Haus ist als Massivbau in Ziegelstein-Mauerwerk errichtet, die Innenwände ebenfalls als Ziegelwände. Die Geschossdecken bestehen aus Holzdielen auf Holzbalkendecken, die Kellerdecke ist als preußische Kappendecke ausgebildet. Das Dach ist ein Satteldach mit Dachgauben und ausgebaut. Die Straßenfassade ist als Schaufassade mit rotem Sichtmauerwerk gestaltet. Durch verschiedene Putz-Zwischengesimse wird die Fassade horizontal gegliedert. Die mit Putzeinfassungen versehenen Fenster im 1. Obergeschoss werden durch kunstvoll gestaltete, dreieckige Verdachungen überfangen. Die Brüstungen zeigen Schmuckplatten mit Ornamenten in Putztechnik. Die Fenster im 2. Obergeschoss sind ebenfalls durch Putz gliederungen eingefasst, haben aber korbbogige Verdachungen mit ornamental gestalteten Schmuckplatten als oberem Abschluss. Das Dachgesims ist mit sieben Terrakotta-Konsolen versehen. Erhalten ist die reich gegliederte und verzierte Fassade mit Schmuckelementen, weiterhin das Holztreppenhaus mit Fußbodenfliesen, in den Obergeschossen die Raumaufteilung mit fast alle Treppenhaus- und Innentüren, die Fenster im 2. Obergeschoss und Dachgeschoss, die Fußbodenbeläge aus Holzdielen. | um 1893 | 21.02.2001                | 307             |
| Villa Schwarz | Villa Schwarz | Opladen Kölner Straße 100 Karte | | 1906 | 18.11.2004                | 323             |
| weitere Bilder | Kath. Pfarrkirche St. Elisabeth                                                                                    | Opladen Kölner Straße 139 Karte | Gesamtanlage aus Jugendheim, Gemeindesaal, ehem. Pfarrwohnung, Kindergarten und Kirche einschließlich Glockenträger | 1956–1957 | 06.04.1987                | 216             |
| weitere Bilder | ehemaliges Landratsamt                                                                                             | Opladen Landrat-Trimborn-Platz 1 Karte | Zweigeschossiger Putzbau in neobarocken Formen, Werksteinsockel mit Risalit und Portikus, in die Ecke eingestellter runder Treppenturm mit Kegeldach, hohe verschieferte Mansardwalmdächer, teilweise noch originale Innenausstattung (Werkstein-Brunnenschale, Porträtmedaillon, Stuckaturen); Das Gebäude wurde 1914 noch vor Kriegsbeginn eingeweiht und beherbergte bis zur Auflösung des Rhein-Wupper-Kreises Ende 1974 das Landratsamt bzw. Kreishaus, seit 1977 nutzt das Leverkusener Stadtarchiv das Haus. | 1914 | 16.03.1987                | 213             |
| Villa Berta | Villa Berta | Opladen Menchendahler Straße 23 Karte | | 1910 | 28.12.2010                | 345             |
| Wohnhaus | Wohnhaus | Opladen Münzstraße 22 Karte | | 1905 | 18.11.2008                | 334             |
| Kriegerdenkmal | Kriegerdenkmal | Opladen Rennbaumstraße (Ehrenfriedhof) Karte | Kriegerdenkmal von Bildhauer Fritz Klimsch; „Stahlhelm“-Motiv; früher zentraler Teil einer Anlage im Ehrenhain der Bayer-Werkskolonie III in Leverkusen-Wiesdorf | um 1920 | 25.03.1986                | 188             |
| Fachwerkwohnhaus                                                                                                   | Fachwerkwohnhaus                                                                                                   | Opladen Rennbaumstraße 61 Karte | Zweigeschossiges, repräsentatives Fachwerkwohnhaus mit Schmuckfachwerk, Straßenfront mit Schmuckverschieferung, schiefergedecktes Mansarddach mit Schopfwalm und kleiner Fledermausgaube | Anfang 19. Jh. | 05.05.1988                | 233             |
| Jüdischer Friedhof                                                                                                 | Jüdischer Friedhof                                                                                                 | Opladen Robert-Blum-Straße Karte | Um 1850 kaufte der Kaufmann Samuel Seckel an der Grenze zwischen Bürrig und Opladen ein Grundstück, um einen jüdischen Friedhof anzulegen. Dieser Friedhof wurde erstmals im Jahr 1853 erwähnt. | um 1850 | 13.07.1999                | 298             |
| weitere Bilder | Kath. Pfarrkirche St. Michael                                                                                      | Opladen Sandstraße 33 Karte | Saalkirche mit offenem Dachstuhl und im Nordwesten vorgesetztem, dreigeschossigem, sehr wuchtigem Chorturm auf quadratischem Grundriss; Eingangsseite mit Rosettenfenster, Rauputz, eingeschossiges Pfarrhaus, vor der Kirche ein Werksteinkreuz mit großem Korpus; typische Architektur der 1930er Jahre nach Entwurf von Bernhard Rotterdam; nahezu vollständig erhalten mit Originalausstattung | 1938/39 | 06.04.1987                | 218             |
| Fachwerkhaus | Fachwerkhaus | Opladen Schöllerstraße 3 Karte | Zweigeschossiges Fachwerkhaus (Doppelhaus mit Nr. 5, verzahnter Grundriss); Ständerwandbauweise mit Satteldach; zwei Räume tiefer vierzelliger Grundriss, Raumstrukturen noch gut ablesbar; kleines, ländliches Gebäude im Kern des heutigen Opladen | Ende des 18. Jh. / Anfang des 19. Jh. | 03.09.1998                | 295             |
| Fachwerkhaus | Fachwerkhaus | Opladen Schöllerstraße 5 Karte | Zweigeschossiges Fachwerkhaus (Doppelhaus mit Nr. 3, verzahnter Grundriss);, Ständerwandbauweise mit Satteldach; zwei Räume tiefer vierzelliger Grundriss, Raumstrukturen noch gut ablesbar; kleines, ländliches Gebäude im Kern des heutigen Opladen | Ende des 18. Jh. / Anfang des 19. Jh. | 03.09.1998                | 294             |
| Haus Ophoven | Haus Ophoven | Opladen Talstraße 4 Karte | Bestehend aus dem noch vorhandenen Teil des mittelalterlichen Burggebäudes (Ausstattung, historische Fensterkonstruktion, Dachstuhl) und dem ehem. Pächterhaus (auf Fundamenten des älteren Burggebäudes errichtet) sowie neueren Wirtschaftsgebäuden, die einen rechteckigen Wirtschaftshof umschließen, außerdem Resten der wehr- und wassertechnischen Anlagen (Obergrabendamm) der abgerissenen Ophovener Mühle mit teilverfülltem Burggraben; im Boden Fundamentreste der Vorgängergebäude, alter Kellerfußboden in Fischgrätmuster, alte Hofpflasterung etc. (Schutzzone) | Burggebäude 14./15. Jh., Pächterhaus vom Ende des 19. Jh. / Anfang des 20. Jh., Wirtschaftsgebäude 19./20. Jh. | 19.03.1986                | 191             |
| Einmannbunker | Einmannbunker | Opladen Werkstättenstraße Karte | | | 27.12.2011                | 351             |
| Eisenbahner-Wohnhäuser des ehem. Ausbesserungswerks                                                                | Eisenbahner-Wohnhäuser des ehem. Ausbesserungswerks                                                                | Opladen Werkstättenstraße 9–11, 13–15 und 17 Karte | | | 28.12.2011                | 356             |
| Ledigenwohnheim des ehem. Ausbesserungswerks                                                                       | Ledigenwohnheim des ehem. Ausbesserungswerks                                                                       | Opladen Werkstättenstraße 41-43 Karte | | | 28.12.2011                | 355             |
| weitere Bilder | Römersches Waldhaus                                                                                                | Opladen Wupperinsel, Düsseldorfer Straße 90 Karte | Eingeschossiges Fachwerkgebäude als „Waldhaus“ der Familie Römer; errichtet nach Entwurf des Architekten Peter Klotzbach; Das Haus wurde als Ziegelfachwerkgebäude errichtet und wahrscheinlich forsthausähnlich genutzt. | 1915 | 13.07.1999                | 297             |
| Hagelkreuz | Hagelkreuz | Quettingen Quettinger Straße, bei Nr. 47 Karte | Steinkreuz, Kreuzaufsatz mit Dreipass und Wundmalen, Unterbau mit Muschelnische und Inschrift DIESES KREVTZ SETZET DER EHR VND ACHTBARER MEISTER FROEL LVTZENKIRCHEN BVRGER IN COLLEN VND GERTRVDVS KVHL EHELEVT ANNO 1703 | 1703 | 16.10.1984                | 145             |
| BW | „Maashof“, auch „Oberquettinger Hof“                                                                               | Quettingen Quettinger Straße 126 Karte | zweigeschossiges Wohnhaus mit verputztem Erdgeschoss in Bruchstein-Mauerwerk und Fachwerk-Obergeschoss (modernisiert); ehem. Kameralgut der Agrardomäne Quettingen | 17. Jh., Umbauten Ende des 19. Jh. und Anfang des 20. Jh. | 17.10.1984                | 142             |
| ehemalige Tankstelle                                                                                               | ehemalige Tankstelle                                                                                               | Quettingen Lützenkirchener Straße 210 Karte | Tankstellengebäude mit Wagenhalle und separate, pilzförmiger Zapfsäulenüberdachung. | 1960 | 25.10.1999                | 300             |
| BW | Villa Tillmanns | Quettingen Neukronenberger Straße 47 Karte | Zweigeschossiger Putzbau auf vielteiligem Grundriss mit reichem Fassadenschmuck, aufwändige Innenausstattung (Stuckaturen, teilweise als Holzimitation, Treppe, Wintergarten), einschließlich Landschaftspark im Englischen Stil | Ende des 19. Jh. / Anfang des 20. Jh., Erweiterung um 1906 | 27.01.1987                | 202             |
| weitere Bilder | Schiffbrücke | Rheindorf (an der alten Wuppermündung zwischen Wiesdorf und Rheindorf) Karte                                                                               | Schiffbrücke über die Wupper im Bereich der alten Wuppermündung (Nähe Rheindorf), bestehend aus drei ausgedienten Schiffen (ehem. Segler, Tjalk und Aalschokker), mit neuerem Laufsteg | Ende des 19. Jh. / Anfang des 20. Jh. (Schiffe); (Vorgängerkonstruktion „An der Keyserlichen Brücke“) | 14.07.1983                | 63              |
| weitere Bilder | Kath. Pfarrkirche St. Aldegundis                                                                                   | Rheindorf Burgstraße 1 Karte | Backstein-Saalkirche mit rundem Chor und älterem Westturm, wertvolle barocke Innenausstattung | Fundamente der Vorgängerkirchen und Grablegungen vor ca. 800 n. Chr., romanischer Westturm aus dem 12. Jh. (im 15. Jh. verändert), Langhaus aus der 2. Hälfte des 18. Jh., Aufstockung des Turms um ein Glockengeschosses im 18. Jh. | 14.07.1983                | 52              |
| Grabkreuze | Grabkreuze | Rheindorf Burgstraße 1 Karte | Neun Grabkreuze vom alten Kirchhof der St.-Aldegundis-Kirche, sowie ein weiteres Grabkreuz in der Stützmauer der Kirchhofeinfriedung; kleine barocke Schieferkreuze | 17. Jh. | 14.07.1983                | 53 a–i          |
| weitere Bilder | Pastorat der Pfarrkirche St. Aldegundis                                                                            | Rheindorf Burgstraße 2 Karte | Verputztes Backsteingebäude mit Lisenengliederungen und nicht übergiebeltem Mittelrisalit; Klassizismus | 1840 | 14.07.1983                | 54              |
| Haus Rheindorf | Haus Rheindorf | Rheindorf Burgstraße 5 Karte | Rest des ehem. Rittersitzes, bestehend aus Wirtschaftstrakt, ehemaligem Eingangsbereich, Einfriedung des Gemüsegartens und des Wirtschaftshofs, Abschlusstor des Wirtschaftshofs | 15., 16., 18., und 19. Jh., im Boden Fundamente der gotischen und barocken Bauteile, die nicht wiederaufgebaut wurden | 14.07.1983                | 55              |
| weitere Bilder | Kriegerdenkmal Rheindorf                                                                                           | Rheindorf Burgstraße / Unterstraße Karte | Nach dem Ersten Weltkrieg entstand in der Rheindorfer Bevölkerung der Gedanke, ein Kriegerdenkmal für die Gefallenen zu errichten. Aufgrund der Inflation wurde das Vorhaben verschoben und erst 1937 vom damaligen NSDAP-Ortsgruppenleiter wieder aufgegriffen. 2500 Reichsmark wurden bis 1938 gesammelt, und mit städtischem Geld sowie einem Zuschuss des Kreises konnte das Denkmal nach der Genehmigung des Düsseldorfer Regierungspräsidenten am 12. März 1939 eingeweiht werden. Die Steinskulptur aus Basaltlava zeigt einen gegen den „Erzfeind“ Frankreich gerichteten, angriffsbereiten Handgranatenwerfer. Die Inschrift lautet: 1914–1918: Euer Tod, unsere Kraft | 1938 | 23.08.1983                | 72              |
| Haus Ziskoven | Haus Ziskoven | Rheindorf Felderstraße 11 Karte | Ehemaliges Haus des Küsters und Schulmeisters Mathias Ziskoven; giebelständiges Fachwerkhaus mit vorkragendem Giebel und seitlicher Auslucht | 1. Hälfte des 17. Jh. | 14.07.1983                | 56              |
| Fachwerkhaus Norhausen                                                                                             | Fachwerkhaus Norhausen                                                                                             | Rheindorf Felderstraße 17 Karte | Zweigeschossiges Fachwerkhaus mit „Gaststätte Norhausen“, ursprünglich Wohnhaus einer Hofanlage in Stockwerkbauweise mit Kastengesims und Krüppelwalmdach; denkmalwert ohne die rückwärtigen, neueren Anbauten | Anfang des 19. Jh. | 30.11.1983                | 75              |
| Alte Kaplanei | Alte Kaplanei | Rheindorf Felderstraße 18 Karte | Zweigeschossiger Backsteinbau | Mitte des 19. Jh. | 09.07.1992                | 251             |
| Fachwerkhaus | Fachwerkhaus | Rheindorf Felderstraße 19 Karte | Zweigeschossiges Fachwerkhaus, Doppelhaus mit Nr. 21; Die Schauseite ist mit Ziegeln verblendet, der Grundriss noch weitgehend original. | 17./18. Jh. | 19.03.1986                | 180             |
| Fachwerkhaus | Fachwerkhaus | Rheindorf Felderstraße 21 Karte | Zweigeschossiges Fachwerkhaus, frühe Ständerwandbauweise mit Resten eines älteren Ständergerüstes, im Erdgeschoss verändert, Doppelhaus mit Nr. 19 | 17./18. Jh. | 14.07.1983                | 57              |
| Vogelkreuz | Vogelkreuz | Rheindorf Pützdelle / Auf der Grieße Karte | Passions- bzw. Erinnerungskreuz; gestiftet 1707 von Adolph Vogel und dessen Ehefrau Ursula Vogel geb. Geilenberg; Dreipasskreuz mit Wundmalen; Nischenunterbau mit Schweifnische und Inschrift 1707 HAT DER EHRBARER ADOLPH VOGEL URSSULA GEILENBERCH EHELEUTH DIESES CRUTZ AUFFRICHTEN LASSEN; Oberhalb der Nische trägt das Kreuz den Motivspruch GOTT ALLEIN DIE EHR’; Sandstein (teilweise ersetzt durch Beton) | 1707 | 14.07.1983                | 58              |
| weitere Bilder | Haus Wirtz (ehem. Zollhaus Rheindorf)                                                                              | Rheindorf Unterstraße 1 Karte | Haus des Rheindorfer Zolleinnehmers, der von 1705 bis 1815 von den vorbeifahrenden Rheinschiffern Zoll erhob; später im Besitz des Gemeindevorstehers Johann Wirtz (1860–1929); traufständiges, verputztes Backsteingebäude mit Tordurchfahrt und Zwerchhaus | 1705 (in Eisenankern datiert) | 14.07.1983                | 59              |
| weitere Bilder | Haus am Orth (Villa Knöterich)                                                                                     | Rheindorf Unterstraße 2 Karte | Den Namen erhielt das für Laurenz Adolphs als Stammsitz der Rheinschifferfamilie Adolphs erbaute Haus, weil es am Ortseingang von Rheindorf lag; repräsentativer Backsteinbau (ursprünglich Sichtmauerwerk) mit Mansardwalmdach und Mittelrisalit; Hauseingang mit ovalem Oberlicht und Basaltlava-Gewände, vorgelegte Treppe; Seit Anfang des 20. Jahrhunderts dient das Gebäude als Gaststätte. Nach Kriegsbeschädigungen wurden das Dach und der Innenausbau vereinfacht wiederhergestellt (einfaches Walmdach und verputzte Fassade). Denkmalwert sind auch Keller, Außenmauer mit Gesims, Eckbauausbildungen und Außentreppe mit Torbogen. | 1737 | 30.11.1983                | 74              |
| Fachwerkhaus | Fachwerkhaus | Rheindorf Unterstraße 3 Karte | Zweigeschossiges Gebäude; links Wohnhaus in Fachwerk mit verputzter Schauseite, rechts ein ehemaliges Wirtschaftsgebäude in Fachwerk mit Tordurchfahrt in Ständerwandbauweise | Anfang des 18. Jh. | 14.07.1983                | 60              |
| weitere Bilder | Bergerhof | Rheindorf Unterstraße 6 Karte | Zweigeschossiges Haupthaus des ehemaligen „Altenberger Hofs“; Die Schauseiten sind in Backstein-Sichtmauerwerk, die Rückseite in Fachwerk ausgeführt. Der Mitteleingang hat eine vorgelegte Treppe und ein Geländer. Das Haus wurde 1986–1987 renoviert. | Ende des 18. Jh. | 14.07.1983                | 61              |
| Backsteinhaus | Backsteinhaus | Rheindorf Unterstraße 32 Karte | Zweigeschossiges Backsteinhaus als Rest einer ehemals bedeutenden, bürgerlichen Hofanlage; Backstein-Sichtmauerwerk mit Fugenbetonungen, heute dreiseitig verputzt; ehemaliger Hauseingang mit vorgelegter Treppe heute verändert | 17./18. Jh. | 30.11.1983                | 73              |
| Fachwerkwohnhaus                                                                                                   | Fachwerkwohnhaus                                                                                                   | Rheindorf Unterstraße 49 Karte | Zweigeschossiges Fachwerkwohnhaus einer ehemaligen Hofanlage in Ständerwandbauweise mit Krüppelwalmdach | 1656 (Inschriftentafel der ehem. Tür) | 14.07.1983                | 62              |
| Kath. Pfarrkirche St. Thomas Morus und ehem. Pfarrsaal                                                             | Kath. Pfarrkirche St. Thomas Morus und ehem. Pfarrsaal                                                             | Schlebusch Alter Grenzweg Karte | erbaut nach Entwurf des Kölner Architekten Erwin Schiffer (* 1927); schöpferische Weiterentwicklung des Zentralbaus und der Dreikonchenanlage | 1960–1962 | 03.03.1995                | 265             |
| Pförtnerhaus des „Peillschen Landhauses“                                                                           | Pförtnerhaus des „Peillschen Landhauses“                                                                           | Schlebusch Bergische Landstraße 2 a Karte | Kleiner, eingeschossiger neobarocker Putzbau mit verschiefertem Schweifgiebel und geschweiftem Dach; ehemaliges Parktor heute nicht mehr vorhanden | 1911 | 25.05.1984                | 109             |
| BW | Jugendstilgitter                                                                                                   | Schlebusch Bergische Landstraße 25 (zurzeit im Verwaltungsgebäude Miselohestraße 4 in Opladen) Karte                                                       | Rest der Grundstückseinfriedung des ehemaligen Saals „Ferger“; reicher, künstlerisch wertvoller, ornamentaler Jugendstilschmuck | Anfang des 20. Jh | 10.03.1986                | 175             |
| Bürgermeisteramt Schlebusch                                                                                        | Bürgermeisteramt Schlebusch                                                                                        | Schlebusch Bergische Landstraße 28 Karte | Ehemaliges Bürgermeisteramt der Zivilgemeinde Schlebusch; traufständiges Backsteinhaus mit übergiebeltem Mittelrisalit, Dreiecksgiebel mit Ortswappen, darunter Inschriftenfeld, Erinnerungsfeld an die alte Schlebuscher Pfarrkirche; Es diente bis 1930 als Sitz der Gemeindeverwaltung der bis dahin selbstständigen Gemeinde Schlebusch, danach war es jahrzehntelang eine Verwaltungsstelle der neu gegründeten Stadt Leverkusen und einige Jahre Altentagesstätte des Caritasverbands Leverkusen. Seit Mai 2000 wird es vom damals neu gegründeten Verein Altes Bürgermeisteramt e. V. auf ehrenamtlicher Basis als generationenübergreifendes Begegnungszentrum der Schlebuscher Bürger geführt. | 1892 | 11.04.1984                | 95              |
| Pastorat Schlebusch                                                                                                | Pastorat Schlebusch                                                                                                | Schlebusch Bergische Landstraße 51 Karte | Putzbau in klassizistischen Formen mit verschieferter Rückseite, Krüppelwalmdach, Mittelrisalit mit flachem Dreiecksgiebel, Mitteleingang, Einfriedung (Ziergitter) | 1828/1830 | 11.04.1984                | 90              |
| Zuccalmagliohaus                                                                                                   | Zuccalmagliohaus                                                                                                   | Schlebusch Bergische Landstraße 53 Karte | Erstes Bürgermeisteramt in Schlebusch, Geburtshaus von Vinzenz Jakob von Zuccalmaglio; Jakob Salentin von Zuccalmaglio war Bürgermeister von Schlebusch und Opladen. Sein hier geborener Sohn Vinzenz wurde als volkstümlicher Schriftsteller unter dem Pseudonym „Montanus“ bekannt. Die Familie lebte hier bis 1844. Das zweigeschossige, verschieferte Fachwerkgebäude hat ein Walmdach, aufwändige Trauf- und Türdekorationen sowie eine reichhaltige Ausschmückung im Inneren. | Ende des 18. Jh. | 29.05.1984                | 111             |
| Vikarie St. Andreas                                                                                                | Vikarie St. Andreas                                                                                                | Schlebusch Bergische Landstraße 62 Karte | den Kirchplatz flankierendes, zweigeschossiges Backsteingebäude in neoromanisierenden Formen mit Stufel; Teil des Ensembles aus Kirche, Vikarie, ehem. Krankenhaus | 1903–1904 | 13.04.1984                | 91              |
| weitere Bilder | Kath. Pfarrkirche St. Andreas                                                                                      | Schlebusch Bergische Landstraße 64 Karte | Dreischiffige, neoromanische Backsteinbasilika mit Zweiturmfassade und vorgelagertem Kirchplatz; im Inneren spätmittelalterliche und barocke Skulpturen aus den Vorgängerkirchen in Schlebusch und Schlebuschrath; In einem Reliquienschrein werden Gebeine und Schädel des seligen Gezelinus aufbewahrt. | 1888–1891 | 13.04.1984                | 92              |
| ehem. St.-Elisabeth-Krankenhaus                                                                                    | ehem. St.-Elisabeth-Krankenhaus                                                                                    | Schlebusch Bergische Landstraße 66 Karte | den Kirchplatz flankierendes, zweigeschossiges Backsteingebäude; Teil des Ensembles aus Kirche, Vikarie, ehem. Krankenhaus; im Volksmund „Klösterchen“ genannt | 1903–1904 | 13.04.1984                | 93              |
| Wohnhaus Kuhlen | Wohnhaus Kuhlen | Schlebusch Bergische Landstraße 68 Karte | neobarockes, zweigeschossiges Wohn- und Geschäftshaus, Backstein mit Putzgliederungen, Schmuckfassade mit aufwändigem Erker | 1898 | 24.04.1984                | 97              |
| Herkenrath-Hof | Herkenrath-Hof | Schlebusch Bergische Landstraße 74/76 Karte | Ehem. Hof Herkenrath, bestehend aus einem zweigeschossigen, verschieferten Fachwerkwohnhaus, heute mit Laden, rückwärtigem zweigeschossigen Fachwerkhaus (ehem. Saal), und mehreren eingeschossigen Fachwerk-Wirtschaftsgebäuden, sowie einem zweigeschossigen, massiven Wohn- und Geschäftshaus mit schlichter Putzfassade; Die Gebäude werden heute von einem Restaurant und Geschäften genutzt. | Fachwerkwohnhaus um 1720, Anbauten im 19./20. Jh. | 15.02.1985                | 166             |
| BW | Andreae’sches Gebäude                                                                                              | Schlebusch Bergische Landstraße 82 Karte | Zweigeschossiger, schmaler, langgestreckter Baukörper mit verschiefertem Walmdach, Putzbau, die Schauseite schlossartig in spätbarocker Formsprache gestaltet; ehemaliges Pforten-, Orangerie- und Hofabschlussgebäude, baulicher Rest des alten, schon Anfang des 19. Jh. durch Brand vernichteten „Reifenguts“, Sommerresidenz des Mülheimer Leinen- und Seidenbandfabrikanten Christoph Andreae II., dessen Manufakturen die wirtschaftliche Situation der kleinbäuerlichen Bevölkerung des vorindustriellen Schlebusch nachhaltig verbesserten. Das Objekt hat sozialgeschichtliche und baukünstlerische Bedeutung. | Anfang des 18. Jh. | 24.04.1984                | 96              |
| Villa Rhodius | Villa Rhodius | Schlebusch Bergische Landstraße 82a Karte | Ehem. Villa Rhodius; großes, burgartig wirkendes Backsteingebäude auf mehrteiligem Grundriss, aufwändige Innenausstattung in schwarzem Holz; lebhaft gestaltetes Schieferdach mit Schmuckgesims, Eckturm, Erker und Terrassenanbauten, Schmuckgiebel in Fachwerk; Park im Stil eines englischen Landschaftsgartens; Die Villa wurde für die Mülheimer Unternehmerfamilie Andreae gebaut und bis 1914 von deren Nachkommen bewohnt. Nach dem Ersten Weltkrieg wies die Gemeinde Schlebusch insgesamt 14 bedürftige Familien in die Villa und in die Nebengebäude ein. Nachdem das Gebäude noch zweimal verkauft worden war, wurde durch den Schlebuscher Pfarrer Kleine-Nathland eine Verbindung zu den Schwestern vom armen Kinde Jesus in Kalk geknüpft. Diese kauften dann die Villa Rhodius 1926 und eröffneten dort das Kinderheim „Haus Nazareth“. 1995 wurde das Haus nach aufwändiger Kernsanierung in ein großzügiges Bürogebäude umgenutzt. | 1871 | 11.04.1984                | 96              |
| Binnester Hof | Binnester Hof | Schlebusch Bergische Landstraße 92 Karte | Ehem. Rittersitz Schlebusch; Hofanlage mit verputzten Backstein- und Fachwerkgebäuden; Hauptgebäude (Wohnhaus) massiv, verputzt, mit Krüppelwalmdach, Werksteingebäude, über der Tür der Wappenstein des Deutschordenskomturs Felix von Roll; Taubenturm aus den 1850er Jahren, Reste der Befestigungsanlagen und Reste des Obergrabensystems noch erhalten (ebenfalls denkmalwert); Teilweise war der Binneste Hof von einem Wassergraben umgeben, der durch den umgeleiteten Lötzelbach gespeist wurde. | 1784 (im Wappenstein datiert) | 25.05.1984                | 104             |
| Freudenthal | Freudenthal | Schlebusch gegenüber Freudenthal 68 Karte | Ensemble von zwei eingeschossigen Fachwerkgebäuden gegenüber der Sensenfabrik Kuhlmann (Denkmal-Nr. 170). | 19. Jh. | 22.04.1985                | 171             |
| Erbbegräbnis der Familie von Diergardt                                                                             | Erbbegräbnis der Familie von Diergardt                                                                             | Schlebusch Gustav-Heinemann-Straße Karte | Von 1857 bis 1918 war die Familie des Textilfabrikanten Friedrich Freiherr von Diergardt Schlossherr von Morsbroich in Schlebusch. Ihre Erbbegräbnisstätte, errichtet 1883 im klassizistischen Stil im Wald vor dem Schloss, ist der Grabstätte der Familie von Humboldt im Park von Schloss Tegel in Berlin nachempfunden. 1984 wurde die Anlage durch die Stadt Leverkusen wieder instand gesetzt. Folgende Mitglieder der Familie sind hier beigesetzt: - Friedrich Daniel Freiherr von Diergardt (21. November 1850 – 26. August 1907), Fideikommissherr auf Haus Morsbroich - Viktor von Diergardt (10. März 1886 – 18. April 1912) - Agnes Freifrau von Diergardt geb. Freiin von Loen (8. Dezember 1851 – 1. April 1917) - Leopold Freiherr von Loen (24. Juni 1817 – 26. Februar 1895), General der Infanterie und Generaladjutant - Gabriele Freiin von Finck (16. Juli 1910 – 15. Dezember 2004) - Therese Freifrau von Finck geb. von Diergardt (29. September 1882 – 15. Februar 1969) - Leopold Freiherr von Diergardt (21. Juni 1882 – 11. Oktober 1918) - Huberta Freifrau von Finck geb. von Wenzlawowicz (7. Mai 1924 – 18. Juni 1996) Für folgende Mitglieder wurden Gedenksteine errichtet: - Hertha Anna Freifrau von Diergardt geb. Späth (23. Dezember 1893 – 22. August 1988, bestattet auf dem Waldfriedhof Scherfenbrand bei Schlebusch) - Friedrich Leopold Freiherr von Diergardt (31. Dezember 1879 – 29. Juni 1958, bestattet auf dem Waldfriedhof Scherfenbrand bei Schlebusch), Fideikommissherr auf Haus Morsbroich - Joachim Freiherr von Finck (* 22. Oktober 1912 in Dresden; gefallen 12. Juni 1940 in Frankreich, bestattet auf dem Ehrenfriedhof Beauvais) - Gisbert Freiherr von Romberg-Klitzing (* 14. Dezember 1911; gefallen 12. August 1941 in der Sowjetunion) - Hasso-Geza Freiherr von Diergardt-Naglo (12. Juni 1916 – 25. März 1997, bestattet in Kanada) | 1883 (Gittertor) | 24.05.1984                | 108             |
| weitere Bilder | Sensenfabrik Kuhlmann                                                                                              | Schlebusch Freudenthal 68 Karte | Gesamtensemble aus Fabrikantenvillen, Arbeiterhaus, Fabrikationstrakt mit Schornstein, Wasserkraftanlagen und industriegeschichtlich wertvoller Ausstattung, sowie beistehenden Fachwerk- bzw. Putzbauten; im Außenbereich wasserbautechnische Anlagen, bestehend aus Obergraben- und Untergrabensystem, Stauteich; Das Fabrikensemble ist aufgrund seiner Geschlossenheit und seiner seltenen technischen Ausstattung ein orts- und technikgeschichtlich gleichermaßen wichtiges Denkmal. | 19. Jh. | 09.04.1985                | 170             |
| Wohnhaus | Wohnhaus | Schlebusch Heinrich-Lübke-Straße 57 Karte | Eingeschossiger Putzbau mit ausgebauten Dachgeschoss; hohes Krüppelwalmdach mit weiten Überständen und Zieraufsätzen am First; Eingangsrisalit übergehend in Zwerchhaus mit Schwebegiebel | ca. 1890/1900 | 24.10.1995                | 276             |
| weitere Bilder | Fachwerkdoppelhaus                                                                                                 | Schlebusch Hummelsheim 7/9 Karte | Zweigeschossiges, traufständiges Fachwerkdoppelhaus, zweiachsiger Kernteil in reiner Ständerbauweise; beidseitig Anbauten in Stockwerksbauweise; Gebäudeteil Nr. 9 verschiefert (Schmuckverschieferung); Nr. 7 teilverschiefert (Stirnseite); mit Schuppen südöstl. von Nr. 9 | zweiachsiger Kernteil im 18. Jh., Anbauten im frühen 19. Jh. | 15.04.1986 und 09.04.1986 | 198+199         |
| | Femestein | Schlebusch Hummelsheimer Hof | Alter Grenzstein mit Wappenfeld („Thunarbesen“, Donnerbesen oder „Femregel“), heute aufgestellt in der Villa Römer | 1648 | 22.10.1987                | 227             |
| Grabkreuz | Grabkreuz | Schlebusch Kreuzbroicher Straße 8 Karte | Grabkreuz, spätbarock, eingemauert neben dem Hauseingang, vom ehem. Kirchhof der alten Pfarrkirche in Schlebuschrath | Mitte des 18. Jh | 18.06.1984                | 112             |
| Kath. Pfarrkirche St. Albertus Magnus                                                                              | Kath. Pfarrkirche St. Albertus Magnus                                                                              | Schlebusch Lortzingstraße 1 Karte | erbaut nach Entwurf des Architekten Josef Lehmbrock und später erweitert | 1958–1959, Erweiterung 1961 | 03.03.1995                | 266             |
| Freiherr-vom-Stein-Gymnasium                                                                                       | Freiherr-vom-Stein-Gymnasium                                                                                       | Schlebusch Morsbroicher Straße 77 Karte | Mehrgeschossiger Schulbau in Sichtbeton | 1966–1971 | 02.11.2009                | 343             |
| Grabdenkmäler auf dem historischen Friedhof an der Mülheimer Straße                                                | Grabdenkmäler auf dem historischen Friedhof an der Mülheimer Straße                                                | Schlebusch Mülheimer Straße Karte | Querschnitt der Sepulkralkultur des späten 18., 19. und frühen 20. Jahrhunderts; zum Beispiel Grabmal für Abraham Schaaffhausen von 1824, die Inschrift an der Seite der neogotischen Grabanlage lautet: GOTTERGEBEN WEIHEN DIE GATTIN UND KINDER DIESES DENKMAL IN STILLER TRAUER DEM EDLEN KAUFMANN A. J. SCHAAFFHAUSEN, HERRN VON MORSBROICH, KOEN. PREUSS. COMMERZIENRATH, PRÄSIDENT DES HANDELSGERICHTES, MITGLIED DES STADTRATHS ZU COELN A. R., DES ROTHEN ADLERORDENS III. CL. RITTER, ER STARB LXVIII JAHRE ALT AM XIII. JANUAR MDCCCXXIV, INNIG BEWEINT VON ALLEN GUTEN SEINER ZEIT. | 18., 19. und frühes 20. Jh. | 15.07.1986                | 200             |
| Peillsches Landhaus                                                                                                | Peillsches Landhaus                                                                                                | Schlebusch Mülheimer Straße 1 Karte | Im Schweizerstil erbautes Gebäude in Holzbauweise, zweigeschossig, verputzt; mehrteiliges, flaches, weit vorkragendes Schieferdach mit ehemals sehr reichhaltigem Schnitzwerk, heute vereinfacht: englischer Landschaftsgarten, Holzveranda, Rokoko-Tür (als Spolie); Bis 2008 war eine Außenstelle der Stadtbibliothek hier untergebracht. | 2. Hälfte des 19. Jh. | 25.05.1984                | 106             |
| Remisengebäude des „Peillschen Landhauses“                                                                         | Remisengebäude des „Peillschen Landhauses“                                                                         | Schlebusch Mülheimer Straße 3 Karte | Zweigeschossiger Bau in Backstein-Sichtmaierwerk mit Klinker-Gliederungen, niedriges Dachgeschoss in Zierfachwerk; Seitenrisalite, Krüppelwalmdach, Schnitzwerk und Giebelzier | 2. Hälfte des 19. Jh. | 25.05.1984                | 105             |
| weitere Bilder | Evangelische Kirche Schlebusch „Auf dem Blauen Berg“                                                               | Schlebusch Mülheimer Straße 13 Karte | Schlichter Backsteinbau in einfachen romanischen Formen, vorgesetzter Westturm mit Schieferpyramide, einfache Ausstattung aus der Bauzeit; Mit dem Bau der Sensenfabrik in Freudental siedelten sich die ersten Protestanten in Schlebusch an. Am 17. Dezember 1846 fand der erste Gottesdienst in Privaträumen statt. Vorher mussten die Protestanten nach Altenberg oder Mülheim zu Fuß gehen. Hier an der Mülheimer Straße bzw. an der Straße „Am Blauen Berg“ bauten sie auf einem geschenkten Grundstück ihre erste Kirche, die am 13. Dezember 1853 eingeweiht wurde. Wegen der ständig wachsenden Zahl der Gemeindemitglieder wurde die Kirche 1892 und 1913 vergrößert. Im Zweiten Weltkrieg wurde sie durch Bomben beschädigt, vor allem die Fensterverglasungen wurden zerstört. Die Schäden wurden 1946 und 1947 behoben. 1951 wurde die ganze Turmspitze abgenommen und das Dach darunter mit dem Glockenstuhl vollständig erneuert. | 1853 (in Eisensplinten am Turm), erweitert 1892 und 1913 | 25.05.1984                | 107             |
| Villa Wuppermann                                                                                                   | Villa Wuppermann                                                                                                   | Schlebusch Mülheimer Straße 14 Karte | Zweigeschossige Villa im Schweizerstil, Holzveranden, reiches Schnitzwerk, englischer Landschaftsgarten; 1885 kaufte Heinrich Theodor Wuppermann das Haus vom Mülheimer Tuchfabrikanten Christoph Andreae. Es blieb bis zum Verkauf an die Stadt Leverkusen 1987 im Besitz der Familie. 2008 wurde es umfangreich renoviert. Heute ist es u. a. der Sitz des Bezirksbürgermeisters des Stadtbezirkes III. Für kleine Feiern können Vereine und Privatleute das Gebäude mieten. | Mitte des 19. Jh., Erweiterungen Ende des 19. Jh. | 08.05.1984                | 101             |
| BW | Grabmälersammlung der Familie Wuppermann im Park des Anwesens                                                      | Schlebusch Mülheimer Straße 14 Karte | | Anfang des 17. Jh. bis zur Jahrhundertwende 19./20. Jh. | 14.09.1994                | 260             |
| Direktionsgebäude                                                                                                  | Direktionsgebäude                                                                                                  | Schlebusch Saarstraße 1 Karte | Ehem. Beamtenwohnhaus und Direktionsgebäude der Carbonitfabrik Schlebusch; zweieinhalbgeschossiger Backsteinbau, Walmdach, Fassade mit Elementen des englischen Landhausstils, Lage des Gebäudes auf dem Gelände der ehemaligen Sprengstofffabrik Carbonit AG; heute als Gaststätte genutzt | Ende des 19. Jh. / 20. Jh. | 11.02.1994                | 258             |
| BW | Hofanlage | Steinbüchel An der Lichtenburg 22 Karte | zweigeschossig Wohnhaus, Fachwerk, teilverschiefert, originale Innenausstattung, Stockwerksbauweise (beistehende jüngere Wirtschaftsgebäude nicht denkmalwert) | Ende des 18. Jh. / Anfang des 19. Jh. | 09.10.1984                | 138             |
| weitere Bilder | Gut Steinbüchel | Steinbüchel An der Lichtenburg 25/27 Karte | Das „Steinbüchler Römersgut“ oder „Die Lichtenburg“ ist ein zweigeschossiges Fachwerkwohnhaus mit beistehendem Fachwerk-Backhaus als aussagefähiger Rest der seit dem 16. Jh. bestehenden Hofanlage (Kernhof des heutigen Streusiedlungsbereichs „An der Lichtenburg“); Wohnhaus in Stockwerksbauweise (Übergangsform von der Ständerwandbauweise zur Stockwerksbauweise); Backhaus eingeschossig in Fachwerk; denkmalwert auch die originale zeittypische Ausstattung (Türen, Treppe, Kölner Decken) | Mitte des 19. Jh. | 04.03.1991                | 250             |
| Haus Steinbüchel                                                                                                   | Haus Steinbüchel                                                                                                   | Steinbüchel Auf’m Berg 2 Karte | Ehemaliger Rittersitz Steinbüchel, ab 1150 erstmals urkundlich erwähnt, im 18. Jh. im Besitz des Deutschen Ordens; vierflügelige Hofanlage; großes zweigeschossiges Herrenhaus mit Schopfwalmdach im frühen 20. Jh. verändert, dreiseitig verputzt, an der Hoffassade Grabplatte mit Deutschordenskreuz und Wappenstein (beide 18. Jh.), östliche Fassade mit vorkragendem Fachwerk-Obergeschoss (reichhaltiges Schmuckfachwerk); Wirtschaftsgebäude nach Brand im Jahr 1908 unter Einbeziehung von Resten der älteren Bausubstanz (Fachwerk) teilweise auf leicht verändertem Grundriss neu aufgebaut; Wirtschaftsgebäude in Massivbauweise, Backstein, ein- und zweigeschossig mit Sattel- und Schopfwalmdächern, Aufzugslukarnen; Bauausführung, technische Ausstattung und Schmuckgestaltung von überdurchschnittlicher Qualität; im Norden große holzverbretterte Fachwerkscheune in fünf Fächern; Mit zum denkmalwerten Bestand gehören auch die Reste der ehem. Gräfte. 1999 wurde der Hof in eine Wohnanlage mit 26 Wohnungen umgebaut. | 1732, Umbau 1908 | 27.01.1987                | 203             |
| Erinnerungskreuz an die alte, 1894 abgebrochene Steinbücheler Pfarrkirche                                          | Erinnerungskreuz an die alte, 1894 abgebrochene Steinbücheler Pfarrkirche                                          | Steinbüchel Auf’m Berg, bei Haus Nr. 2 Karte | | 1914 | 16.10.1984                | 148             |
| weitere Bilder | Kirche St. Nikolaus Neuboddenberg                                                                                  | Steinbüchel Berliner Straße 173/175 Karte | dreischiffige neoromanische Backsteinbasilika auf kreuzförmigem Grundriss mit Querschiff, halbkreisförmiger Apsis, niedrigem, das Westportal flankierendem Türmchen und mächtigem dreigeschossigen Chorflankenturm im Osten | 1894 | 07.04.1987                | 220             |
| BW | Zweigeschossiges Fachwerkhaus                                                                                      | Steinbüchel Berliner Straße 39 Karte | | | 22.07.2011                | 350             |
| BW | Zweigeschossiges Fachwerkgebäude                                                                                   | Steinbüchel Berliner Straße 42 Karte | ehemaliges Wohnhaus und Dienstsitz des Bürgermeisters der früheren Landbürgerei Schlebusch in Fettehenne, Ständerwandbauweise | Mitte des 18. Jh. | 09.10.1984                | 137             |
| Johannes-von-Nepomuk-Kapelle                                                                                       | Johannes-von-Nepomuk-Kapelle                                                                                       | Steinbüchel Berliner Straße 46 Karte | schlichter Putzbau mit Satteldach und verschiefertem Dachreiter, Komturwappen, wertvolle ländliche Ausstattung des 18. und 19. Jh. | 1737 (Datierung in Eisenankern), Erweiterung 1842 | 24.01.1985                | 164             |
| BW | Spindeltreppe | Steinbüchel Berliner Straße 62 Karte | im Erdgeschoss 16eckige Spindel mit achteckiger Basis, im 1. Obergeschoss rund ausgeformt; Eichenholz-Trittstufen mit Schmuckausformung im Anschluss an die Treppenspindel, Tritt- und Sitzstufen mittels handgeschmiedeter Nägel verbunden; Seltenheitswert | | 18.11.1988                | 239             |
| BW | Laubenhaus „Am Barrier“                                                                                            | Steinbüchel Berliner Straße 64 Karte | Zweigeschossiges, traufständiges Fachwerkhaus mit zur Straße vorgezogener Hauslaube; Laubenhaus ehemals verschiefert (Schmuckverschieferung), Ständerwandbauweise (Sondertyp) | 18. Jh. | 09.10.1984                | 136             |
| BW | Fachwerk-Wohnhäuser und -Scheune                                                                                   | Steinbüchel Berliner Straße 81/81a Karte | Zwei traufständige, zweigeschossige Fachwerkwohnhäuser und eine Fachwerkscheune, Ständerwandbauweise | 18. Jh. / Mitte des 19. Jh. | 09.10.1984                | 135             |
| weitere Bilder | Ehemalige offene Fachwerkhofanlage                                                                                 | Steinbüchel Engstenberger Weg 16/18 Karte | Zweigeschossiges teilverschiefertes Fachwerkwohnhaus (Stockwerksbauweise), angebaute Stalltrakte (ein- und zweigeschossig), Backstein, teilweise verputzt, freistehende Fachwerkscheune in drei Fächern | Ende des 19. Jh., Anfang des 20. Jh. | 13.12.1990                | 249             |
| weitere Bilder | Fachwerkhaus | Steinbüchel Engstenberger Weg 26 Karte | Zweigeschossiges verputztes Fachwerkhaus, Teil der Hofanlage Engstenberg, Doppelhaus mit Nr. 28; denkmalwert ohne die rückwärtigen Anbauten | Anfang des 18. Jh., 19. Jh. | 19.10.1984                | 159             |
| weitere Bilder | Fachwerkhaus | Steinbüchel Engstenberger Weg 28 Karte | Zweigeschossiges verschiefertes Fachwerkhaus, Teil der Hofanlage Engstenberg, Doppelhaus mit Nr. 26 | Anfang des 18. Jh, 19. Jh. | 19.10.1984                | 158             |
| weitere Bilder | Gut Halfenleimbach                                                                                                 | Steinbüchel Engstenberger Weg 1 Karte | zweigeschossiges Fachwerkwohnhaus mit Krüppelwalmdach, Ständerwandbauweise, Fassade heute verkleidet; familien- und ortsgeschichtliche Bedeutung | um 1800 | 16.03.1987                | 207             |
| weitere Bilder | Altenberger Kreuz                                                                                                  | Steinbüchel Gronenborner Weg (zw. Haus 23a und 31) Karte                                                                                                   | Teil einer ursprünglich aus drei Kreuzen bestehenden Kreuzgruppe des Klosters Altenberg, 1817 an diesen Standort versetzt; Standkreuz: Kreuzaufsatz mit großem Corpus, Unterbau mit Muschelnische, Abtswappen in Kartusche mit Rollwerk | 1817 | 16.10.1984                | 149             |
| weitere Bilder | Gronenborner Mühle                                                                                                 | Steinbüchel Gronenborner Weg 1 Karte | 1791 urkundlich erwähnt; Beilage zur Urkarte von 1830 zeigt einheitliche Gebäudegruppe mit Wohnraum, Backstube, Räumen für Wasserrad und Getriebe sowie Scheune; Ensemble mit Anbauten und Scheune | | 15.08.1995                | 271             |
| weitere Bilder | Standkreuz „Am Roten Kreuz bei Steinbüchel“                                                                        | Steinbüchel Krummer Weg / In der Wasserkuhl Karte | original nur noch der Unterbau mit Muschelnische, Kreuzaufsatz erneuert | Ende des 18. Jh. | 16.10.1984                | 144             |
| Fachwerkhaus | Fachwerkhaus | Steinbüchel Neuenhaus 65 (F 6) Karte | Zweigeschossiges Fachwerkhaus, Doppelhaus mit Neuenhaus 67 (F7); reines Ständergerüst, stirnseitig Erweiterung in Ständerwandbauweise; stirnseitige Fassade ehemals mit Schmuckverschieferung; Denkmalwert ist das Haupthaus ohne die nebenliegenden Backsteinanbauten. | 17. Jh., Ende des 18. Jh. / Anfang des 19. Jh. | 19.03.1986                | 179             |
| Fachwerkwohnhaus                                                                                                   | Fachwerkwohnhaus                                                                                                   | Steinbüchel Neuenhaus 67 (F 7) Karte | Zweigeschossiges Fachwerkwohnhaus, Doppelhaus mit Nr. 65 (F6); reines Ständergerüst; denkmalwert ohne den rückwärtigen Anbauteil | 17. Jh. | 19.03.1986                | 195             |
| früheres Wohn-Stall-Haus                                                                                           | früheres Wohn-Stall-Haus                                                                                           | Steinbüchel Niederblecher 9/11 (A 35) Karte | Zweigeschossiges früheres Wohn-Stall-Haus, frühe Ständerwandbauweise, Schmuckfachwerk (Wellenband), außermittige Grundrissteilung, alte Befensterung; Anbauten, in Längsrichtung moderne Erweiterung; Denkmalwert ist der zweizellige Kernbau (Seltenheitswert) ohne moderne Erweiterung bzw. Anbauten | 1. Hälfte des 18. Jh., Erweiterungen bzw. Umbauten Ende des 19. Jh. / Anfang des 20. Jh. | 24.05.1989                | 244             |
| weitere Bilder | Barockkreuz | Steinbüchel Ropenstall (Allee westlich Ropenstall) Karte                                                                                                   | Dreipasskreuz mit Muschelnische, schützenswert auch der landschaftsprägende Baum neben dem Kreuz | 1720 (inschriftlich datiert) | 07.09.1984                | 132             |
| weitere Bilder | Herz-Jesu-Kirche mit Nebengebäuden                                                                                 | Wiesdorf Marktplatz 1 Karte | Saalkirche mit nordöstlich angegliedertem Glockenturm aus Backstein-Mauerwerk, Werksteinverblendungen, Ziegelgliederungen, schmale hohe Rundbogenfenstern (nach Entwürfen von Jan Thorn Prikker), Originalausstattung; Seitlich der Kirche gruppieren sich um einen rechteckigen Hof mehrere flach gedeckte ein- und mehrgeschossige Nebengebäude aus Backstein. | 1929 | 22.10.1984                | 157             |
| Forum | Forum | Wiesdorf Am Büchelter Hof 9 Karte | Die immer größer werdende Einwohnerzahl Leverkusens gegen Ende der 1950er Jahre erhöhte den Bedarf nach einer zentralen, kulturellen Einrichtung. Durch die Errichtung eines Kulturzentrums wollten die Stadträte einen „geistigen Sammelpunkt“ der Stadt schaffen. 1959 wurde ein Ideenwettbewerb ausgeschrieben und 1961 der Auftrag für die Gesamtplanung und Ausführung an den Münsteraner Architekten Ulrich Schmidt von Altenstadt (* 1928) vergeben. Am 20. September 1965 begannen die Bauarbeiten zur Errichtung der Tiefgarage. Am 1. Oktober 1966 wurden die Hochbauarbeiten des zweiten Bauabschnitts mit dem Saalbau, den Räumlichkeiten für die Volkshochschule und dem Restaurant aufgenommen. Am 20. September 1969 schließlich übergab Ministerpräsident Heinz Kühn das „Forum“ seiner Bestimmung. Das ursprüngliche Nutzungskonzept sah eine Nutzungsmischung mit den Funktionen Museum, Bibliothek, Volkshochschule, Haus der Jugend, Restaurant und Mehrzwecksaal für Konzert und Theater in einer großen Gesamtanlage vor. Nicht alles wurde verwirklicht, der dritte Bauabschnitt nie ausgeführt. Das Konzept selbst aber gilt schon als so typisch für die Zeit, dass es in die Betrachtung einbezogen wurde. Im Denkmalschutzgutachten heißt es: „Die sechziger Jahre waren eine Zeit des Aufbruchs. Die Entwicklung neuer Technologien und wegweisenden Neuerungen waren ausschlaggebend für die Zukunfts- und Technikbegeisterung, die die Nachkriegszeit prägte“. Dies spiegelt sich deutlich in der Architektur des Forums wider. Für das Bauwesen wurden neue Technologien und Baustoffe, zum Beispiel Kunststoffe, entwickelt. Durch den Fertigteilbau – insbesondere Beton – wurde eine schnelle und wirtschaftliche Erstellung von Gebäuden möglich. Mit dem Sechseck als Grundform, der architektonisch hochwertigen Ausführung von Altenstadts und dem für die Zeit typischen Nutzungskonzept gilt das „Forum“ als Vorreiter des Strukturalismus der 1970er Jahre in Deutschland. | 1965–1969 |                           | 336             |
| Carl-Duisberg-Gymnasium                                                                                            | Carl-Duisberg-Gymnasium                                                                                            | Wiesdorf Am Stadtpark 27–29 Karte | Denkmalwert ist der L-förmige, vielfältig gestaffelte Baukörper des ehemaligen Realgymnasiums in Backstein-Mauerwerk, entworfen von Wilhelm Fähler. Das Gebäude des nach Carl Duisberg benannten und mittlerweile geschlossenen Gymnasiums wird heute von der benachbarten Realschule am Stadtpark genutzt. | 1927–1928, spätere Anbauten | 06.11.1987                | 228             |
| BW | Lehrlingswerkstatt des Bayerwerks                                                                                  | Wiesdorf Bayerwerk, Gebäude E1 Karte | | | 31.03.2004                | 326             |
| BW | Tablettenfabrik des Bayerwerks                                                                                     | Wiesdorf Bayerwerk, Gebäude E39 - Kaiser-Wilhelm-Allee Karte                                                                                               | | 1928 | 31.03.2004                | 327             |
| BW | G-Kraftwerk | Wiesdorf Bayerwerk, Gebäude G11/G12/G13 Karte | | 1926 | 31.03.2004                | 328             |
| | | Wiesdorf Bayerwerk, Gebäude K12 Karte | | | 31.03.2004                | 329             |
| | | Wiesdorf Bayerwerk, Gebäude K13 Karte | | | 31.03.2004                | 329             |
| Bayerwerk, Gebäude Q26                                                                                             | Bayerwerk, Gebäude Q26                                                                                             | Wiesdorf Kaiser-Wilhelm-Allee Karte | ehemaliges Hauptverwaltungsgebäude der Farbenfabriken vorm. Friedr. Bayer & Co.; Die Pläne für das Gebäude wurden laut Überlieferung von Willy Günther unter Mitwirkung von Hubert Amrhein entworfen. Jedoch lässt sich der Name Günther in allen verfügbaren Quellen nicht nachweisen und ist auch sonst in Leverkusen oder im Zusammenhang mit dem Unternehmen nicht bekannt. Hubert Amrhein wird dagegen unter den Anwesenden genannt und die Baueingabepläne tragen das Monogramm „H. A.“, so dass die Autorenschaft, zumindest aber die Mitwirkung Amrheins an der Planung der Hauptverwaltung als gesichert gelten darf. Die Baugenehmigung für den Westflügel wurde 1906 erteilt. Im Juli 1911 wurden auch Mittelbau und Ostflügel genehmigt, und 1912 oder 1913 war der Bau fertiggestellt. Nach dem Zweiten Weltkrieg wurden West- und Ostflügel 1953 aufgestockt. Unter Beibehaltung der historischen Substanz in den Untergeschossen entstanden für die Seitenflügel neue dreigeschossige Fassaden mit flachen Walmdächern im Stil der 1950er Jahre. 1962 wurde der Uhrenturm über dem Mitteltrakt abgebrochen. 1987 wurden West- und Ostflügel in freier Anlehnung an die Architektur des Mittelbaus mit Naturstein in historischen Formen verkleidet. Das dritte Obergeschoss wurde dabei in ein schiefergedecktes Mansarddach einbezogen. An der Fassade befinden sich Reliefs des Bildhauers Joseph Hammerschmidt. Heute sind hier unter anderem die Werksverwaltung, die Rechtsabteilung, die Bilanzierung und Teile des Rechnungswesens untergebracht. | 1906–1912, Seitenflügel 1953 | 31.03.2004                | 330             |
| Bayerwerk, Gebäude Q30                                                                                             | Bayerwerk, Gebäude Q30                                                                                             | Wiesdorf Kaiser-Wilhelm-Allee Karte | ehem. Verwaltungsgebäude des Pharma-Sektors, heute Sitz des Bayer-Teilkonzerns Bayer HealthCare, erbaut nach Entwurf des Düsseldorfer Architekten Emil Fahrenkamp | 1937–1939 | 31.03.2004                | 325             |
| Freibad | Freibad | Wiesdorf Bismarckstraße / Am Stadtpark Karte | Eingangsgebäude als zweigeschossiger Pavillonbau mit Wohndach auf ovalem Grundriss, Obergeschoss auf drei Stützen ruhend (ähnlich Portikus); Zwei langgestreckte, eingeschossige Umkleide- und Versorgungsbauten mit Flachdach gehen winklig vom Zentralbau ab. | 1935 | 25.10.1995                | 280             |
| Kaufmännische und gewerbliche Berufsschulen                                                                        | Kaufmännische und gewerbliche Berufsschulen                                                                        | Wiesdorf Bismarckstraße 207, 209, 211 Karte | drei gleichartige, sich dem trapezförmigen Grundstück gestaffelt anpassende Baukörper in Stahlbeton-Skelettbauweise, flach gedeckte einbündige Winkelbauten, Trakte dreigeschossig, Querarme viergeschossig; erbaut nach Entwurf des Kölner Architekten Hans Schumacher | Planungs- und Bauzeit 1954–1961 | 17.04.1997                | 284             |
| Wohn- und Geschäftshaus                                                                                            | Wohn- und Geschäftshaus                                                                                            | Wiesdorf Breidenbachstraße 2 Karte | Repräsentatives Eckgebäude als Eingang bzw. Abschluss des alten Ortskerns an der unteren Hauptstraße; rechtwinklig angelegter Zweispänner mit leicht trapezförmigem Grundriss; aufwändige Fassadengestaltung durch Eckerker und Blendquadermauerwerk | 1909 | 24.10.1995                | 277             |
| Luftschutz-Hochbunker                                                                                              | Luftschutz-Hochbunker                                                                                              | Wiesdorf Barmer Straße / Schießbergstraße Karte | | 1942 | 25.02.2002                | 314             |
| „Die Schauende“ | „Die Schauende“ | Wiesdorf Carl-Duisberg-Park Karte | Frauenakt in Bronze von Bildhauer Fritz Klimsch | 1932 | 27.12.2011                | 352             |
| Luftschutz-Hochbunker                                                                                              | Luftschutz-Hochbunker                                                                                              | Wiesdorf Carl-Duisberg-Straße 319 Karte | In einer Achse mit dem Haupteingang des Bayer-Werks steht der Hochbunker Carl-Duisberg-Straße, der wegen seines Bezugs zum Haupteingang auch „Pförtner I“ genannt wurde. Er wurde 1941 erbaut, jedoch erst nach Kriegsende völlig fertiggestellt. Er diente bereits ab dem Sommer 1943, noch vor Fertigstellung der Inneneinrichtung, als behelfsmäßiger Luftschutzbunker dem Zivilschutz. Es handelt sich hierbei um einen achtgeschossigen Hochbunker über einem längsrechteckigen Grundriss von 11,85 m × 14,40 m. Er wird von zwei flach gedeckten Eingangsschleusen an den Gebäudelängsseiten erschlossen, die die dahinterliegenden Gasschleusen vor Splittereinwirkungen schützen sollen. In der Mitte der Hauptfassade sitzt ab dem 7. Obergeschoss ein erkerartiger, halbrunder Vorbau, der über Kranzgesimshöhe zu einem Aufbau in Form einer Panzerkuppel mit vier Beobachtungs- und Schießscharten hochgeführt ist. Zusätzlich gliedert eine Doppelreihe von je fünf konsolsteinartigen Lüftungsöffnungen die Schmalseiten. Die innere Erschließung des Bunkers erfolgt durch ein mittiges Treppenhaus. Den Zugang zur Kanzel stellt eine Wendeltreppe in dem Wandvorsprung her. Die Gesamtbaukosten beliefen sich auf 628.517,73 Reichsmark. Aus erhaltenen Unterlagen geht hervor, dass die Überwachung des Luftraums vom Hochbunker aus überwiegend von Werksangestellten übernommen wurde. Der Bunker Carl-Duisberg-Straße ist beispielhaft für eine spezielle architekturgeschichtliche Entwicklung in Deutschland in den 1940er Jahren, für den Bunkerbau als originäre Bauaufgabe im Dritten Reich. Seine äußere Form, die an mittelalterliche Wehrbauten angelehnt ist, diente zur Tarnung bei Luftangriffen und ist hier gleichzeitig gestalterisches Mittel in der von vielen Seiten einsichtigen Platzsituation. Zudem sollte – gerade in der Anfangszeit des Bunkerbaus – durch Anlehnung an die Festungsbauten des Mittelalters die Wehrhaftigkeit der Luftschutzbauten manifestiert werden. Der markante Baukörper prägt in entscheidender Weise den Straßenraum gegenüber dem Werkseingang, so dass seine Erhaltung auch aus städtebaulichen Gründen geboten erscheint. Als Zeugnis für den Luftkrieg ist er zugleich als Mahnmal bedeutend für die Geschichte des Menschen. An der Erhaltung und Nutzung besteht aus historischen, sowie städtebaulichen Gründen ein öffentliches Interesse. Heute wird der Bunker teilweise durch einen Kiosk genutzt, der sich direkt vor dem Bunker befindet. | 1941 | 15.04.2002                | 318             |
| Wohn- und Geschäftshaus                                                                                            | Wohn- und Geschäftshaus                                                                                            | Wiesdorf Dhünnstraße 15 Karte | | um 1900 | 27.12.2011                | 354             |
| Luftschutz-Hochbunker                                                                                              | Luftschutz-Hochbunker                                                                                              | Wiesdorf Dr.-August-Blanck-Straße 6 Karte | Der Hochbunker Dr.-August-Blanck-Straße 6 wurde ab 1941 erbaut und wie die meisten Leverkusener Bunkeranlagen erst nach Kriegsende völlig fertiggestellt. Er war jedoch bereits ab 1944 in behelfsmäßiger Zivilschutznutzung, noch bevor die Inneneinrichtung fertiggestellt wurde. Es handelt sich um einen sechsgeschossigen Hochbunker über einem längsrechteckigen Grundriss mit zwei Tiefgeschossen. Er wird von vier Eingangsschutzbauten an den Gebäudeecken erschlossen, die die dahinter liegenden Gasschleusen vor Splittereinwirkungen schützen sollen. Zwei der Türöffnungen sind heute zugemauert. Unterhalb des umlaufend verkröpften Kranzgesimses mit Klötzchenfries sitz in der Fassadenmitte von Vorder- und Rückseite je ein erkerartiger Vorbau auf jeweils vier abgetreppten Konsolen. Er enthält Teile der Lüftungsanlage, die vom Kellergeschoss über eine Steigleitung zugänglich ist. Den oberen Abschluss bildet eine massive Deckplatte mit abgeschrägten Kanten. In der Dachmitte sitzt ein Aufbau in Form einer gepanzerten Kuppel mit drei Sichtscharten. Die innere Erschließung des Bunkers erfolgt durch zwei Treppenhäuser. Der Bunker verfügte über 1336 Liege- und 301 Sitzplätze. Die Gesamtherstellungskosten beliefen sich auf 1.122.432,20 Reichsmark. 1957 errichtete man auf der verbliebenen Freifläche die kath. Pfarrkirche St. Hildegard nach Plänen des Architekten Karl Band. Seit 1969 befindet sich im Hochbunker ein Jugend- und Kulturzentrum. | 1941 | 25.02.2002                | 316             |
| Evangelisches Gemeindehaus                                                                                         | Evangelisches Gemeindehaus                                                                                         | Wiesdorf Dönhoffstraße / Otto-Grimm-Straße Karte | Stattlicher, fünfgeschossiger Backsteinbau mit vorgesetztem Eingangstrakt, Schmalfenster (1920er Jahre, mit Tendenz zur Monumentalität der 1930er Jahre), Architekt: Wilhelm Fähler | 1931 | 25.03.1985                | 169             |
| Beamtenkolonie | Beamtenkolonie | Wiesdorf Carl-Rumpff-Straße mit abzweigenden Nebenstraßen Karte                                                                                            | Wohnkolonie für leitende Beamte der Bayer AG; rasterförmig angelegte Siedlung, symmetrische Gliederung durch Gruppierung von Haustypen; Prägend sind die bis 1914 errichteten Bauten. Grundidee der Gestaltung sind repräsentative Einzelbauten auf großen Grundstücken. | 1895–1925 | 18.11.1997                | 287             |
| Kolonie II, Arbeiterkolonie „Anna“                                                                                 | Kolonie II, Arbeiterkolonie „Anna“                                                                                 | Wiesdorf im Umkreis um die Dhünnstraße Karte | Siedlung für Werksangehörige der Bayer AG; in mehreren Bauabschnitten errichtet; Kaiserplatz (symmetrische, gärtnerische gestaltete Anlage) als städtebauliches Zentrum; Weitere Bestandteile der Siedlung sind das Erholungshaus mit Park und verschiedene Brunnenanlagen. | 1900–1925 | 20.11.1997                | 288             |
| Kolonie III, Kolonie „Johanna“                                                                                     | Kolonie III, Kolonie „Johanna“                                                                                     | Wiesdorf im Umkreis um die Hindenburgstraße Karte | Wohnkolonie für Arbeiter der Bayer AG; Die Siedlung ist ein typisches Beispiel für die Reformarchitektur der Stadtbaukunstbewegung. | 1912–1925 | 03.12.1997                | 289             |
| Kolonie „Eigenheim“                                                                                                | Kolonie „Eigenheim“                                                                                                | Wiesdorf im Umkreis von Hebbelstraße/Gellerstraße Karte | Wohnkolonie für Beamte der Bayer AG; Siedlung aus durchweg zweigeschossigen, verputzten Häusern mit hohen Dachaufbauten, Walm-, Mansard- oder Satteldächer, Erker, Balkone, farbige Verkleidungen und repräsentative Eingangssituationen | 1911–1933 | 17.12.1997                | 290             |
| weitere Bilder | Christuskirche | Wiesdorf Friedrich-Ebert-Platz / Dönhoffstraße 2 Karte | neugotische Backstein-Hallenkirche mit geradem Chorabschluss, Querschiff, reichem Treppengiebel, rustiziertem Werksteinsockel; südöstlicher Glockenturm mit spitzer Haube; erbaut nach Entwirf des Elberfelder Architekten Arno Eugen Fritsche | 1904–1906 | 25.03.1985                | 168             |
| Wegstundenstein | Wegstundenstein | Wiesdorf Friedrich-Ebert-Platz Karte | ursprünglicher Standort an der Köln-Düsseldorfer Straße in Küppersteg, in der Nähe der heute dort verlaufenden Autobahn | um 1800 | 16.03.1987                | 215             |
| ehemaliges Bayer-Kaufhaus                                                                                          | ehemaliges Bayer-Kaufhaus                                                                                          | Wiesdorf Friedrich-Ebert-Straße 325, 327, 329, Philipp-Ott-Straße 1, 3 Karte                                                                               | Kaufhaus der Bayer-Konsumanstalt, gegenüber der Hauptfeuerwache des Bayer-Werks, in den Obergeschossen damals dringend benötigte Wohnungen für Feuerwehrleute | 1921–1924 | 10.05.1995                | 270             |
| Pförtner I und ehem. Hauptfeuerwache                                                                               | Pförtner I und ehem. Hauptfeuerwache                                                                               | Wiesdorf Friedrich-Ebert-Straße Karte | Zweigeschossiger, verputzter Torbau mit axialer Gliederung; Gebäudemitte durch mit Kupferblech gedeckte Laterne mit Uhr sowie seitliche, ins Dach ragende Giebel betont; im Erdgeschoss dunkle Natursteinverblendung | 1912–1913 | 24.08.1995                | 275             |
| Mehrfamilienhaus                                                                                                   | Mehrfamilienhaus                                                                                                   | Wiesdorf Haberstraße 29, 31, 33 Karte | Zweigeschossiges Mehrfamilienhaus, Ziegelsteinbau, traufständig in neun Mal zwei Achsen; Erdgeschoss und Obergeschoss auf nicht abgesetztem Sockel, Giebel als Treppengiebel, straßenseitiger Giebel mit fast haustiefem Balkon und achteckigem Erker | 1928 | 17.12.1997                | 292             |
| Mehrfamilienhaus                                                                                                   | Mehrfamilienhaus                                                                                                   | Wiesdorf Haberstraße 35, 37, 39 Karte | Zweigeschossiges Mehrfamilienhaus, Ziegelsteinbau, traufständig in neun Mal zwei Achsen; Erdgeschoss und Obergeschoss auf nicht abgesetztem Sockel, Giebel als Treppengiebel, straßenseitiger Giebel mit fast haustiefem Balkon und achteckigem Erker | 1928 | 17.12.1997                | 291             |
| Wohnhaus | Wohnhaus | Wiesdorf Hauptstraße 114 Karte | | 1900 | 03.08.2004                | 321             |
| Wohn- und Geschäftshaus                                                                                            | Wohn- und Geschäftshaus                                                                                            | Wiesdorf Hauptstraße 70 Karte | erbaut nach Entwurf des Architekten Karl Fest; aufwändige Fassadengestaltung mit Erker, Giebeln, Verzierungen in historisierender Form, reiche Ornamentik; hervorgehobene Stellung als Eckhaus | 1904–1905, Umbauten 1939 und 1986 | 22.08.1995                | 272             |
| Wohnhaus | Wohnhaus | Wiesdorf Kaiserstraße 9 Karte | Zweigeschossiges Wohnhaus in Sichtmauerwerk, ehemals mit Arztpraxis; Das Gebäude wurde für den Arzt Dr. Fritz Stephan errichtet und befindet sich bezüglich der Raumaufteilung nahezu im Originalzustand. Nach Kriegsschäden wurde der ursprüngliche geschweifte Knickgiebel 1947 durch eine Dachgaube ersetzt. Die Fassade ist im Erd- und Obergeschoss vierachsig. Im Erdgeschoss befindet sich links der Hauseingang zum Flur, der zu dem an der Hofseite gelegenen Treppenhaus führt. Über dem breiteren Fenster der Achse neben der Tür sitzt ein polygonaler Erker mit Haube. Das Gebäude ist als reines Wohngebäude konzipiert, die Wohnungen im EG und OG sind zwei Räume breit und zwei Räume tief, der Flur mit Zugängen zu den Räumen liegt parallel zur Fassade zwischen den Zimmern. Das Dachgeschoss beherbergte im straßenseitigen Mansardteil ehemals Kammern, der hintere abgeschleppte Teil diente als Trockenboden. Das Haus ist ein Massivbau, die Außenwände bestehen aus Ziegelstein-Mauerwerk, die Innenwände bestehen teilweise aus mit Ziegeln ausgemauertem Fachwerk. Die Geschossdecken sind Holzbalkendecken mit Holzdielen-Belag, die Kellerdecke ist als preußische Kappendecke ausgebildet. Das Dach ist ein einseitiges Mansarddach und ausgebaut. Die Straßenfassade ist als Schaufassade mit imitiertem, isodomem Quadermauerwerk aus Putz gestaltet. Sie sitzt auf einem ebenso gestalteten, leicht vorspringenden Sockel. Die ehemals giebelbekrönte zweite Fassadenachse springt erdgeschossig ebenfalls leicht vor, im Obergeschoss mit einem Erker als halbes Achteck überdeckt. Florale Stuckelemente zieren sowohl den Konsol-, Brüstungs- als auch den oberen Pfeiler- und Sturzbereich. Abgeschlossen wird der Erker durch eine leicht geschwungene Haube. Die Fenster sind im Erdgeschoss mit oberem Flachbogen sowie putzbündigem umlaufenden Gewändeprofilen (Stabkehle), im Obergeschoss mit geradem Sturz und gleichen Stabkehlen, aber vorstehenden Umrandungen in weiter Zinnenform eingefasst. Das Dachgesims ist als Viertelkehle ausgebildet, darunter befindet sich ein Rundbogenfries als Blendbogen in gotischer Form und seitlichen Abschlüssen mit Kelchsockeln und Kelchkapitellen. In gleicher Formensprache ist die getreppte Verzierung über der zurückliegenden Haustür gehalten, die die Jahreszahl 1902 einfasst, allerdings sind die Sockel hier als Blumen gehalten. Erhalten ist die reich gegliederte und verzierte Fassade mit Schmuckelementen. Original sind auch das Treppenhaus in Holztreppe und Bodenbelag mit Schmuckfliesen, sehr viele Türblätter und Türzargen, weiterhin alle straßenseitigen Fenster im Erdgeschoss und Obergeschoss, sowie die Hauseingangstür. | 1902 | 02.03.2004                | 319             |
| weitere Bilder | Kath. Pfarrkirche St. Antonius                                                                                     | Wiesdorf Kleine Kirchstraße Karte | kleine neugotische Backstein-Hallenkirche, schützenswert auch Ausstattung samt Orgel und Glocken | Westturm 1692, Schiff 1872, Erweiterung 1902 | 11.01.1982                | 2               |
| Wohnhaus | Wohnhaus | Wiesdorf Manforter Straße 123 Karte | Traufständiges, zweigeschossiges Wohnhaus als straßenseitig verputzter Ziegelsteinbau mit eingeschossigem Anbau; Das Gebäude wurde errichtet für den Bauherrn Richard Schreiber vom Bauunternehmer Theodor Nagelschmidt, der das Haus später übernahm. Das zwei Wohnungen umfassende Gebäude mit Anbau ist seitens der Raumaufteilung im Originalzustand. 1956 wurde westlich das Gebäude Manforter Straße 121 angebaut. Das Hauptgebäude ist zweiachsig und traufständig, die einachsige zur Straße zeigende Ostseite ist quer gegiebelt leicht nach hinten überstehend angebaut. Dieser Ostteil zeigt eine ebenfalls zweigeschossige, dreiachsige Seitenansicht mit mittig liegendem Hauseingang. Die Rückansicht folgt der Straßenfassade mit der Zweiachsigkeit des traufständigen Teils, hier ist die östliche Seite aber optisch asymmetrisch durch die Verteilung der Treppenhausbelichtung und der Toilettenfenster gestaltet. An der westlichen Grundstücksgrenze schließt ein fünfachsiger, eingeschossiger Anbau an, dessen am Haus gelegener Teil bauzeitlich als Wohnraum, der andere als Waschküche fungierte. Das unterkellerte Hauptgebäude zeigt zwei rechtwinklig zueinander liegende Satteldächer, das nicht unterkellerte Nebengebäude ein zur Grundstücksgrenze aufsteigendes Pultdach. Das Bauwerk wurde als Massivbau in Ziegelmauerwerk errichtet, lediglich zwei Innenwände pro Geschoss sind als ausgemauerte Fachwerkwände ausgebildet. Die Kellerdecke ist eine preußische Kappendecke, die Decken über Erdgeschoss und 1. Obergeschoss sind Holzbalkendecken. Der Haupteingang an der Ostseite mündet in das nach Norden orientierte Treppenhaus. Über dieses werden die im Erdgeschoss und 1. Obergeschoss liegenden Wohnungen sowie die im Dachgeschoss befindlichen einzelnen Zimmer erschlossen. Die Wohnungen weisen (bis auf das zusätzliche Zimmer der Erdgeschoss-Wohnung im Anbau) die gleiche Grundrissstruktur auf. Über einen mittigen Flur werden jeweils zwei nach Norden und Süden liegende Zimmer erschlossen. Die drei sichtbaren Fassaden des Gebäudes sind jeweils unterschiedlich gestaltet. Die Straßenfassade ist als Schaufassade verputzt. Die Fenster im Eredgeschoss und 1. Obergeschoss sind durch Putzgewände umrahmt. Hauptbaukörper und östlicher Querbau weisen jeweils an ihren Außenseiten und untereinander Quadergliederungen auf. Im Erdgeschoss sind dies Neorenaissance-Quader, im Obergeschoss Diamantquader. Erdgeschoss, 1. Obergeschoss und Dach werden optisch durch ein Zwischengesims getrennt, der leicht aus der Erde ragende Keller bildet einen vorkragenden Sockel. Der Dreiecksgiebel im Dachgeschoss ist mit senkrechten Zierbrettern versehen. Die Seitenfassade ist als Sichtmeuerwerk-Fssade mit Walzfugen ausgebildet. Putzgewände um die hier nur als Vertiefungen im Mauerwerk ausgebildeten Fenster, sowie um die Eingangstür, seitliche Quader und horizontale Gesimse sind wie an der straßenseitigen Schaufassade angeordnet. Die rückwärtige Fassade und der eingeschossige Anbau sind dagegen als reine Sichtmauerwerk-Fassaden mit einfacher Fugenausbildung ausgeformt. Auch der Sockel ist unverputzt. Einziger Schmuck ist der analog zur Straßenseite mit Zierbrettern versehene Dreiecksgiebel. Die hier gezeigte Gestaltung verdeutlicht die bewusste Abstufung der einzelnen Fassaden in ihrer Wertigkeit, die hier von der reich dekorierten straßenseitigen Putzfassade zur ganz einfachen hofseitigen Ziegelfassade übergeht. Original erhalten sind im Inneren alle Raumstrukturen, alle Außentüren (mit Klingelanlage) und Holzfenster (Ausnahme 1. Obergeschoss hinten) mit den originalen Beschlägen, das Treppenhaus mit Holztreppe, Bodenbelag aus Mettlacher Platten und der äußerst seltenen Linkrusta-Wandverkleidung, alle Innentüren mit originalen oder zeitnahen Beschlägen, alle historischen Böden (Holzdielenböden, Erdgeschoss-Flur mit Mettlacher Platten), sowie alle historischen Wohnungseingangstüren. Die äußere Gestaltung des Gebäudes entspricht in Gänze dem Originalzustand. Erhalten ist auch die die Manforter Straße begleitende eiserne Zaunanlage mit Doppeltor. | 1902 | 06.03.2002                | 312             |
| Wohnhaus | Wohnhaus | Wiesdorf Manforter Straße 26 Karte | Traufständiges, zweigeschossiges Wohnhaus als verputzter Ziegelsteinbau mit Satteldach | Mitte des 19. Jh. | 23.11.1999                | 301             |
| Wohnhaus | Wohnhaus | Wiesdorf Manforter Straße 28 Karte | Traufständiges, zweigeschossiges Wohnhaus als verputzter Ziegelsteinbau mit Satteldach | 1902 | 23.11.1999                | 302             |
| Wohnhaus | Wohnhaus | Wiesdorf Manforter Straße 30 Karte | Traufständiges, zweigeschossiges Wohnhaus als verputzter Ziegelsteinbau mit Satteldach, Dachgeschoss teilweise in Fachwerk | 1901 | 23.11.1999                | 303             |
| Villengebäude | Villengebäude | Wiesdorf Manforter Straße 31 Karte | Traufständige, zweigeschossige Villa als verputzter Ziegelsteinbau mit Werkstein-Verzierungen und Zeltdach; An das vollunterkellerte Haupthaus ist ein jüngerer Anbau angegliedert. Zum Objekt gehören ferner ein großzügiges Lager, drei Garagenstellplätze sowie elf Außenstellplätze für PKWs. | Haupthaus 1896, Anbau 1949 | 07.02.2000                | 304             |
| mehrgeschossiges Jugendstil-Wohnhaus                                                                               | mehrgeschossiges Jugendstil-Wohnhaus                                                                               | Wiesdorf Manforter Straße 58 Karte | | 1904 | 18.12.2008                | 340             |
| Friedhofskapelle                                                                                                   | Friedhofskapelle                                                                                                   | Wiesdorf Manforter Straße 182 Karte | erbaut nach Entwurf des Leverkusener Architekten Wilhelm Fähler | 1917–1918 | 18.12.2008                | 338             |
| | | Wiesdorf Montanusstraße 2, 4, 6, 8, 10, 12, 14, 18, 20, Dönhoffstraße 19, Montanusstraße 9, 7, 5, 3, 1, Lichstraße 12, 14, 15, 17, 19, 21, 23 Karte        | Geschlossenes Architekturensemble aus der Zeit zwischen 1903 und 1907 mit straßenseitigen Schaufassaden in geometrischen und vegetabilen Formen des Jugendstils, sowie in Dekorationsformen des Historismus; an der Montanusstraße strenge horizontale Gliederung durch fortlaufende Gesimsbänder und Mezzanin, vertikale Gliederung der Fensterachsen und risalitartig vorspringende, reich ornamentierte Erker und Balkone und Übergiebelungen. Die Eckhäuser sind durch mit Turmaufsätzen überhöhte Eckrisalite akzentuiert. An der Lichstraße finden sich ähnliche Charakteristika, jedoch eher flächige Fassaden ohne Erker und Mezzanin. Das Objekt ist ein orts- und sozialgeschichtliches Zeitdokument, Beispiel einer Stadterweiterung des expandierenden Industriestandorts Wiesdorf. Es entstand als Spekulationsobjekt durch den Bauunternehmer und Bauherrn Walter Hausberg, die Fassadengestaltung stammt jedoch com Küppersteger Architekten Heinrich Schwung. | 1903–1907 | 11.10.1989                | 247             |
| Feuerwache Wiesdorf                                                                                                | Feuerwache Wiesdorf                                                                                                | Wiesdorf Moskauer Straße 3 Karte | | 1910 | 18.12.2008                | 339             |
| Luftschutz-Hochbunker                                                                                              | Luftschutz-Hochbunker                                                                                              | Wiesdorf Niederfeldstraße Karte | Erbaut durch das Baugeschäft Jos. Weiser & Söhne von November 1941 bis Mai 1944 und in behelfsmäßiger Zivilschutznutzung von Juni 1944 bis zum 30. April 1945; zweigeschossiger Luftschutz-Hochbunker über einem längsrechteckigen Grundriss von ca. 15 m × 61 m; Erschließung über vier eingeschossige Eingangsschutzbauten an den Gebäudeecken der Längsseiten, die die dahinterliegenden Gasschleusen vor Splittereinwirkungen schützen sollen; Die Schmalseiten sind durch eine vorgelegte Rundbogenarkatur gegliedert. Den oberen Abschluss bildet eine leicht zurückspringende Deckplatte von 2 m Stärke. Die innere Erschließung erfolgt durch zwei doppelläufige Treppenhäuser. Der Bunker verfügte über 350 Liege- und 590 Sitzplätze. Die Gesamtbaukosten beliefen sich auf 656.822,41 Reichsmark. Der Bunker Niederfeldstraße wurde trotz seiner langen Bauzeit nie ganz fertiggestellt. Nachdem schon bei den Ausschachtungsarbeiten lange Verzögerungen durch Frosteinbruch eingetreten waren, behinderten anschließend der Mangel an Material und Arbeitskräften den zügigen Abschluss der Bauarbeiten. Resultat war, dass der Bunker erst 1944 behelfsmäßig genutzt werden konnte, d. h. seine Schutzfunktion nur provisorisch erfüllte. Er war durch seine exponierte Lage in unmittelbarer Nähe des Werksgeländes der Bayer AG und innerhalb eines Wohngebiets der gefährdetste Bunker der Stadt. Aus diesem Grunde wurde er ab dem 11. März 1945 durch einen eigenen Brunnen versorgt und man genehmigte den Verkauf von Lebensmitteln im Bunker um die Versorgung sicherzustellen, nachdem es beim Holen von Wasser und Lebensmitteln Tote durch Luftangriffe gegeben hatte. Ursprünglich sollte dem zweigeschossigen Baukörper ein Satteldach aufgesetzt werden, umlaufende geschossübergreifende Rundbögen sollten die Wände gliedern und der westlichen Gebäudelangseite wäre als Zierde ein zweigeschossiger Turm mit Glockendach vorgesetzt worden. Diese Details kamen jedoch nie zur Ausführung und dokumentieren damit auch den langsamen Zusammenbruch der NS-Diktatur zum Ende des Zweiten Weltkriegs. | 1941 | 25.02.2002                | 315             |
| Doktorsburg | Doktorsburg | Wiesdorf Rathenaustraße 63 Karte | Die „Doktorsburg“, auch „Haus Büchel“ oder „Oberbüchel“ genannt, wurde um 1171 erstmals erwähnt. Ihren Namen erhielt sie von Jakob Omphal, der das Grundstück mit dem damaligen Vorgängerbau im Jahre 1540 erwarb; es blieb nach seinem Tod 1567 noch weit über 100 Jahre im Familienbesitz. Das heutige zweigeschossige Gebäude mit fünf Achsen, polygonalem Erker und Dachhäuschen wurde vom Komtur des Deutschen Ordens, Goswin Scheiffart Freiherr von Merode, errichtet. | 1682 | 16.03.1987                | 211             |
| Vorplatz des ehemaligen Bahnhofs Wiesdorf mit Straßenführung, Grünanlage und Brunnen                               | Vorplatz des ehemaligen Bahnhofs Wiesdorf mit Straßenführung, Grünanlage und Brunnen                               | Wiesdorf Rudolf-Mann-Platz Karte | Am 17. Dezember 2010 wurde der Vorplatz des alten Bahnhofs Wiesdorf mit Brunnenanlage in die Denkmalliste der Stadt Leverkusen eingetragen. | um 1900 | 17.12.2010                | 349             |
| Ehemaliger Bahnhof Wiesdorf                                                                                        | Ehemaliger Bahnhof Wiesdorf                                                                                        | Wiesdorf Rudolf-Mann-Platz 5 Karte | Typischer Bahnhof aus der Zeit um den Ersten Weltkrieg; Empfangsgebäude im Stil der kleineren Bahnhöfe der preußischen Staatsbahnverwaltung; eingeschossiger Bau mit hohem abgewalmten Mansarddach; Der Bahnhof wurde am 2. Januar 1914 eröffnet. Seit dem Bau des Bahnhofs Leverkusen-Mitte 1979 und der S-Bahn-Station Bayerwerk hält hier kein Zug mehr. Bis 1999 war das Gebäude u. a. an eine Gaststätte verpachtet. Nach der 300.000 € kostenden Sanierung zogen ab 2002 verschiedene Bayer-Kulturvereine hier ein. | 1914 | 24.08.1995                | 274             |
| Ehemalige Gaststätte Lindenhof                                                                                     | Ehemalige Gaststätte Lindenhof                                                                                     | Wiesdorf Weiherstraße 48, 53 Karte | Eingeschossiger, rechteckiger Saalbau mit flach geneigtem Satteldach und vielgliedriger Fassade, mit vor- und rückspringenden Rundungen (Nebenräume) als Kern der Anlage; Südlich des Saalbaus liegt ein zugehöriges Wohnhaus, ein zweigeschossiger, fünfachsiger Backsteinbau. Es handelt sich hier um das in den 1880er Jahren erbaute Wohnhaus des aus Köln zugezogenen Emanuel Mosler, der den Lindenhof erbaute. Das Gesamtensemble wird durch zwei Teiche und einen Tennisplatz abgerundet. Seit 1976 beherbergt die Anlage das Städtische Jugendhaus Lindenhof. Daneben dient es auch als Veranstaltungsort für Konzerte, Karnevalssitzungen etc. | Vorgängerbau bzw. Ursprungsbau 1870er Jahre, heutiges Ensemble 1936–1937 | 24.10.1995                | 279             |

## Ehemalige Baudenkmäler
| Bild | Bezeichnung        | Lage                                               | Beschreibung | Bauzeit                             | Eingetragen seit                                                 | Denkmal- nummer |
| ---- | ------------------ | -------------------------------------------------- | --- | ----------------------------------- | ---------------------------------------------------------------- | --------------- |
| BW   | Fachwerkdoppelhaus | Bergisch Neukirchen Burscheider Straße 79/81 Karte | Zweigeschossiges Fachwerkdoppelhaus mit Anbauten, reines Ständergerüst mit Zwischenständern, Erweiterung in Ständerwandbauweise | 17./18. Jh., Erweiterung im 19. Jh. | 16.05.1983, gelöscht = ? im akt. Kataster fehlend (Stand 4/2024) | 37              |